# 1899
Portal Geschichte | Portal Biografien | Aktuelle Ereignisse | Jahreskalender | Tagesartikel

◄ |
18. Jahrhundert |
19. Jahrhundert
| 20. Jahrhundert | ►

◄ |
1860er |
1870er |
1880er |
1890er
| 1900er | 1910er | 1920er | ►

◄◄ |
◄ |
1895 |
1896 |
1897 |
1898 |
1899
| 1900 | 1901 | 1902 | 1903 | ► | ►►
Staatsoberhäupter · Wahlen · Nekrolog   · Musikjahr · Filmjahr  · Sportjahr
| Januar | Januar | Januar | Januar | Januar | Januar | Januar | Januar |
| Kw     | Mo     | Di     | Mi     | Do     | Fr     | Sa     | So     |
| ------ | ------ | ------ | ------ | ------ | ------ | ------ | ------ |
| 52     |        |        |        |        |        |        | 1      |
| 1      | 2      | 3      | 4      | 5      | 6      | 7      | 8      |
| 2      | 9      | 10     | 11     | 12     | 13     | 14     | 15     |
| 3      | 16     | 17     | 18     | 19     | 20     | 21     | 22     |
| 4      | 23     | 24     | 25     | 26     | 27     | 28     | 29     |
| 5      | 30     | 31     |        |        |        |        |        |

| Februar | Februar | Februar | Februar | Februar | Februar | Februar | Februar |
| Kw      | Mo      | Di      | Mi      | Do      | Fr      | Sa      | So      |
| ------- | ------- | ------- | ------- | ------- | ------- | ------- | ------- |
| 5       |         |         | 1       | 2       | 3       | 4       | 5       |
| 6       | 6       | 7       | 8       | 9       | 10      | 11      | 12      |
| 7       | 13      | 14      | 15      | 16      | 17      | 18      | 19      |
| 8       | 20      | 21      | 22      | 23      | 24      | 25      | 26      |
| 9       | 27      | 28      |         |         |         |         |         |

| März | März | März | März | März | März | März | März |
| Kw   | Mo   | Di   | Mi   | Do   | Fr   | Sa   | So   |
| ---- | ---- | ---- | ---- | ---- | ---- | ---- | ---- |
| 9    |      |      | 1    | 2    | 3    | 4    | 5    |
| 10   | 6    | 7    | 8    | 9    | 10   | 11   | 12   |
| 11   | 13   | 14   | 15   | 16   | 17   | 18   | 19   |
| 12   | 20   | 21   | 22   | 23   | 24   | 25   | 26   |
| 13   | 27   | 28   | 29   | 30   | 31   |      |      |

| April | April | April | April | April | April | April | April |
| Kw    | Mo    | Di    | Mi    | Do    | Fr    | Sa    | So    |
| ----- | ----- | ----- | ----- | ----- | ----- | ----- | ----- |
| 13    |       |       |       |       |       | 1     | 2     |
| 14    | 3     | 4     | 5     | 6     | 7     | 8     | 9     |
| 15    | 10    | 11    | 12    | 13    | 14    | 15    | 16    |
| 16    | 17    | 18    | 19    | 20    | 21    | 22    | 23    |
| 17    | 24    | 25    | 26    | 27    | 28    | 29    | 30    |

| Mai | Mai | Mai | Mai | Mai | Mai | Mai | Mai |
| Kw  | Mo  | Di  | Mi  | Do  | Fr  | Sa  | So  |
| --- | --- | --- | --- | --- | --- | --- | --- |
| 18  | 1   | 2   | 3   | 4   | 5   | 6   | 7   |
| 19  | 8   | 9   | 10  | 11  | 12  | 13  | 14  |
| 20  | 15  | 16  | 17  | 18  | 19  | 20  | 21  |
| 21  | 22  | 23  | 24  | 25  | 26  | 27  | 28  |
| 22  | 29  | 30  | 31  |     |     |     |     |

| Juni | Juni | Juni | Juni | Juni | Juni | Juni | Juni |
| Kw   | Mo   | Di   | Mi   | Do   | Fr   | Sa   | So   |
| ---- | ---- | ---- | ---- | ---- | ---- | ---- | ---- |
| 22   |      |      |      | 1    | 2    | 3    | 4    |
| 23   | 5    | 6    | 7    | 8    | 9    | 10   | 11   |
| 24   | 12   | 13   | 14   | 15   | 16   | 17   | 18   |
| 25   | 19   | 20   | 21   | 22   | 23   | 24   | 25   |
| 26   | 26   | 27   | 28   | 29   | 30   |      |      |

| Juli | Juli | Juli | Juli | Juli | Juli | Juli | Juli |
| Kw   | Mo   | Di   | Mi   | Do   | Fr   | Sa   | So   |
| ---- | ---- | ---- | ---- | ---- | ---- | ---- | ---- |
| 26   |      |      |      |      |      | 1    | 2    |
| 27   | 3    | 4    | 5    | 6    | 7    | 8    | 9    |
| 28   | 10   | 11   | 12   | 13   | 14   | 15   | 16   |
| 29   | 17   | 18   | 19   | 20   | 21   | 22   | 23   |
| 30   | 24   | 25   | 26   | 27   | 28   | 29   | 30   |
| 31   | 31   |      |      |      |      |      |      |

| August | August | August | August | August | August | August | August |
| Kw     | Mo     | Di     | Mi     | Do     | Fr     | Sa     | So     |
| ------ | ------ | ------ | ------ | ------ | ------ | ------ | ------ |
| 31     |        | 1      | 2      | 3      | 4      | 5      | 6      |
| 32     | 7      | 8      | 9      | 10     | 11     | 12     | 13     |
| 33     | 14     | 15     | 16     | 17     | 18     | 19     | 20     |
| 34     | 21     | 22     | 23     | 24     | 25     | 26     | 27     |
| 35     | 28     | 29     | 30     | 31     |        |        |        |

| September | September | September | September | September | September | September | September |
| Kw        | Mo        | Di        | Mi        | Do        | Fr        | Sa        | So        |
| --------- | --------- | --------- | --------- | --------- | --------- | --------- | --------- |
| 35        |           |           |           |           | 1         | 2         | 3         |
| 36        | 4         | 5         | 6         | 7         | 8         | 9         | 10        |
| 37        | 11        | 12        | 13        | 14        | 15        | 16        | 17        |
| 38        | 18        | 19        | 20        | 21        | 22        | 23        | 24        |
| 39        | 25        | 26        | 27        | 28        | 29        | 30        |           |

| Oktober | Oktober | Oktober | Oktober | Oktober | Oktober | Oktober | Oktober |
| Kw      | Mo      | Di      | Mi      | Do      | Fr      | Sa      | So      |
| ------- | ------- | ------- | ------- | ------- | ------- | ------- | ------- |
| 39      |         |         |         |         |         |         | 1       |
| 40      | 2       | 3       | 4       | 5       | 6       | 7       | 8       |
| 41      | 9       | 10      | 11      | 12      | 13      | 14      | 15      |
| 42      | 16      | 17      | 18      | 19      | 20      | 21      | 22      |
| 43      | 23      | 24      | 25      | 26      | 27      | 28      | 29      |
| 44      | 30      | 31      |         |         |         |         |         |

| November | November | November | November | November | November | November | November |
| Kw       | Mo       | Di       | Mi       | Do       | Fr       | Sa       | So       |
| -------- | -------- | -------- | -------- | -------- | -------- | -------- | -------- |
| 44       |          |          | 1        | 2        | 3        | 4        | 5        |
| 45       | 6        | 7        | 8        | 9        | 10       | 11       | 12       |
| 46       | 13       | 14       | 15       | 16       | 17       | 18       | 19       |
| 47       | 20       | 21       | 22       | 23       | 24       | 25       | 26       |
| 48       | 27       | 28       | 29       | 30       |          |          |          |

| Dezember | Dezember | Dezember | Dezember | Dezember | Dezember | Dezember | Dezember |
| Kw       | Mo       | Di       | Mi       | Do       | Fr       | Sa       | So       |
| -------- | -------- | -------- | -------- | -------- | -------- | -------- | -------- |
| 48       |          |          |          |          | 1        | 2        | 3        |
| 49       | 4        | 5        | 6        | 7        | 8        | 9        | 10       |
| 50       | 11       | 12       | 13       | 14       | 15       | 16       | 17       |
| 51       | 18       | 19       | 20       | 21       | 22       | 23       | 24       |
| 52       | 25       | 26       | 27       | 28       | 29       | 30       | 31       |

| Januar | Januar | Januar | Januar | Januar | Januar | Januar | Januar |
| Kw     | Mo     | Di     | Mi     | Do     | Fr     | Sa     | So     |
| ------ | ------ | ------ | ------ | ------ | ------ | ------ | ------ |
| 52     |        |        |        |        |        |        | 1      |
| 1      | 2      | 3      | 4      | 5      | 6      | 7      | 8      |
| 2      | 9      | 10     | 11     | 12     | 13     | 14     | 15     |
| 3      | 16     | 17     | 18     | 19     | 20     | 21     | 22     |
| 4      | 23     | 24     | 25     | 26     | 27     | 28     | 29     |
| 5      | 30     | 31     |        |        |        |        |        |

| Februar | Februar | Februar | Februar | Februar | Februar | Februar | Februar |
| Kw      | Mo      | Di      | Mi      | Do      | Fr      | Sa      | So      |
| ------- | ------- | ------- | ------- | ------- | ------- | ------- | ------- |
| 5       |         |         | 1       | 2       | 3       | 4       | 5       |
| 6       | 6       | 7       | 8       | 9       | 10      | 11      | 12      |
| 7       | 13      | 14      | 15      | 16      | 17      | 18      | 19      |
| 8       | 20      | 21      | 22      | 23      | 24      | 25      | 26      |
| 9       | 27      | 28      |         |         |         |         |         |

| März | März | März | März | März | März | März | März |
| Kw   | Mo   | Di   | Mi   | Do   | Fr   | Sa   | So   |
| ---- | ---- | ---- | ---- | ---- | ---- | ---- | ---- |
| 9    |      |      | 1    | 2    | 3    | 4    | 5    |
| 10   | 6    | 7    | 8    | 9    | 10   | 11   | 12   |
| 11   | 13   | 14   | 15   | 16   | 17   | 18   | 19   |
| 12   | 20   | 21   | 22   | 23   | 24   | 25   | 26   |
| 13   | 27   | 28   | 29   | 30   | 31   |      |      |

| April | April | April | April | April | April | April | April |
| Kw    | Mo    | Di    | Mi    | Do    | Fr    | Sa    | So    |
| ----- | ----- | ----- | ----- | ----- | ----- | ----- | ----- |
| 13    |       |       |       |       |       | 1     | 2     |
| 14    | 3     | 4     | 5     | 6     | 7     | 8     | 9     |
| 15    | 10    | 11    | 12    | 13    | 14    | 15    | 16    |
| 16    | 17    | 18    | 19    | 20    | 21    | 22    | 23    |
| 17    | 24    | 25    | 26    | 27    | 28    | 29    | 30    |

| Mai | Mai | Mai | Mai | Mai | Mai | Mai | Mai |
| Kw  | Mo  | Di  | Mi  | Do  | Fr  | Sa  | So  |
| --- | --- | --- | --- | --- | --- | --- | --- |
| 18  | 1   | 2   | 3   | 4   | 5   | 6   | 7   |
| 19  | 8   | 9   | 10  | 11  | 12  | 13  | 14  |
| 20  | 15  | 16  | 17  | 18  | 19  | 20  | 21  |
| 21  | 22  | 23  | 24  | 25  | 26  | 27  | 28  |
| 22  | 29  | 30  | 31  |     |     |     |     |

| Juni | Juni | Juni | Juni | Juni | Juni | Juni | Juni |
| Kw   | Mo   | Di   | Mi   | Do   | Fr   | Sa   | So   |
| ---- | ---- | ---- | ---- | ---- | ---- | ---- | ---- |
| 22   |      |      |      | 1    | 2    | 3    | 4    |
| 23   | 5    | 6    | 7    | 8    | 9    | 10   | 11   |
| 24   | 12   | 13   | 14   | 15   | 16   | 17   | 18   |
| 25   | 19   | 20   | 21   | 22   | 23   | 24   | 25   |
| 26   | 26   | 27   | 28   | 29   | 30   |      |      |

| Juli | Juli | Juli | Juli | Juli | Juli | Juli | Juli |
| Kw   | Mo   | Di   | Mi   | Do   | Fr   | Sa   | So   |
| ---- | ---- | ---- | ---- | ---- | ---- | ---- | ---- |
| 26   |      |      |      |      |      | 1    | 2    |
| 27   | 3    | 4    | 5    | 6    | 7    | 8    | 9    |
| 28   | 10   | 11   | 12   | 13   | 14   | 15   | 16   |
| 29   | 17   | 18   | 19   | 20   | 21   | 22   | 23   |
| 30   | 24   | 25   | 26   | 27   | 28   | 29   | 30   |
| 31   | 31   |      |      |      |      |      |      |

| August | August | August | August | August | August | August | August |
| Kw     | Mo     | Di     | Mi     | Do     | Fr     | Sa     | So     |
| ------ | ------ | ------ | ------ | ------ | ------ | ------ | ------ |
| 31     |        | 1      | 2      | 3      | 4      | 5      | 6      |
| 32     | 7      | 8      | 9      | 10     | 11     | 12     | 13     |
| 33     | 14     | 15     | 16     | 17     | 18     | 19     | 20     |
| 34     | 21     | 22     | 23     | 24     | 25     | 26     | 27     |
| 35     | 28     | 29     | 30     | 31     |        |        |        |

| September | September | September | September | September | September | September | September |
| Kw        | Mo        | Di        | Mi        | Do        | Fr        | Sa        | So        |
| --------- | --------- | --------- | --------- | --------- | --------- | --------- | --------- |
| 35        |           |           |           |           | 1         | 2         | 3         |
| 36        | 4         | 5         | 6         | 7         | 8         | 9         | 10        |
| 37        | 11        | 12        | 13        | 14        | 15        | 16        | 17        |
| 38        | 18        | 19        | 20        | 21        | 22        | 23        | 24        |
| 39        | 25        | 26        | 27        | 28        | 29        | 30        |           |

| Oktober | Oktober | Oktober | Oktober | Oktober | Oktober | Oktober | Oktober |
| Kw      | Mo      | Di      | Mi      | Do      | Fr      | Sa      | So      |
| ------- | ------- | ------- | ------- | ------- | ------- | ------- | ------- |
| 39      |         |         |         |         |         |         | 1       |
| 40      | 2       | 3       | 4       | 5       | 6       | 7       | 8       |
| 41      | 9       | 10      | 11      | 12      | 13      | 14      | 15      |
| 42      | 16      | 17      | 18      | 19      | 20      | 21      | 22      |
| 43      | 23      | 24      | 25      | 26      | 27      | 28      | 29      |
| 44      | 30      | 31      |         |         |         |         |         |

| November | November | November | November | November | November | November | November |
| Kw       | Mo       | Di       | Mi       | Do       | Fr       | Sa       | So       |
| -------- | -------- | -------- | -------- | -------- | -------- | -------- | -------- |
| 44       |          |          | 1        | 2        | 3        | 4        | 5        |
| 45       | 6        | 7        | 8        | 9        | 10       | 11       | 12       |
| 46       | 13       | 14       | 15       | 16       | 17       | 18       | 19       |
| 47       | 20       | 21       | 22       | 23       | 24       | 25       | 26       |
| 48       | 27       | 28       | 29       | 30       |          |          |          |

| Dezember | Dezember | Dezember | Dezember | Dezember | Dezember | Dezember | Dezember |
| Kw       | Mo       | Di       | Mi       | Do       | Fr       | Sa       | So       |
| -------- | -------- | -------- | -------- | -------- | -------- | -------- | -------- |
| 48       |          |          |          |          | 1        | 2        | 3        |
| 49       | 4        | 5        | 6        | 7        | 8        | 9        | 10       |
| 50       | 11       | 12       | 13       | 14       | 15       | 16       | 17       |
| 51       | 18       | 19       | 20       | 21       | 22       | 23       | 24       |
| 52       | 25       | 26       | 27       | 28       | 29       | 30       | 31       |

## Ereignisse

### Politik und Weltgeschehen

#### Amerika, Philippinen
- 1. Januar: Nassau County wird aus Queens, inzwischen Stadtteil von New York, ausgegliedert.
- 17. Januar: Die USA ergreifen Besitz von Wake Island.
- 20. Januar: US-Präsident William McKinley setzt die Schurman-Kommission zur Wohlwollenden Annexion der Philippinen ein.

Erste Flagge der Philippinen

- 23. Januar: In Malolos City wird von der Revolutionsbewegung Katipunan die Erste Philippinische Republik ausgerufen. Der Revolutionsführer Emilio Aguinaldo wird als Staatspräsident vereidigt. Apolinario Mabini wird Ministerpräsident.
- 4. Februar: Der Philippinisch-Amerikanische Krieg beginnt.

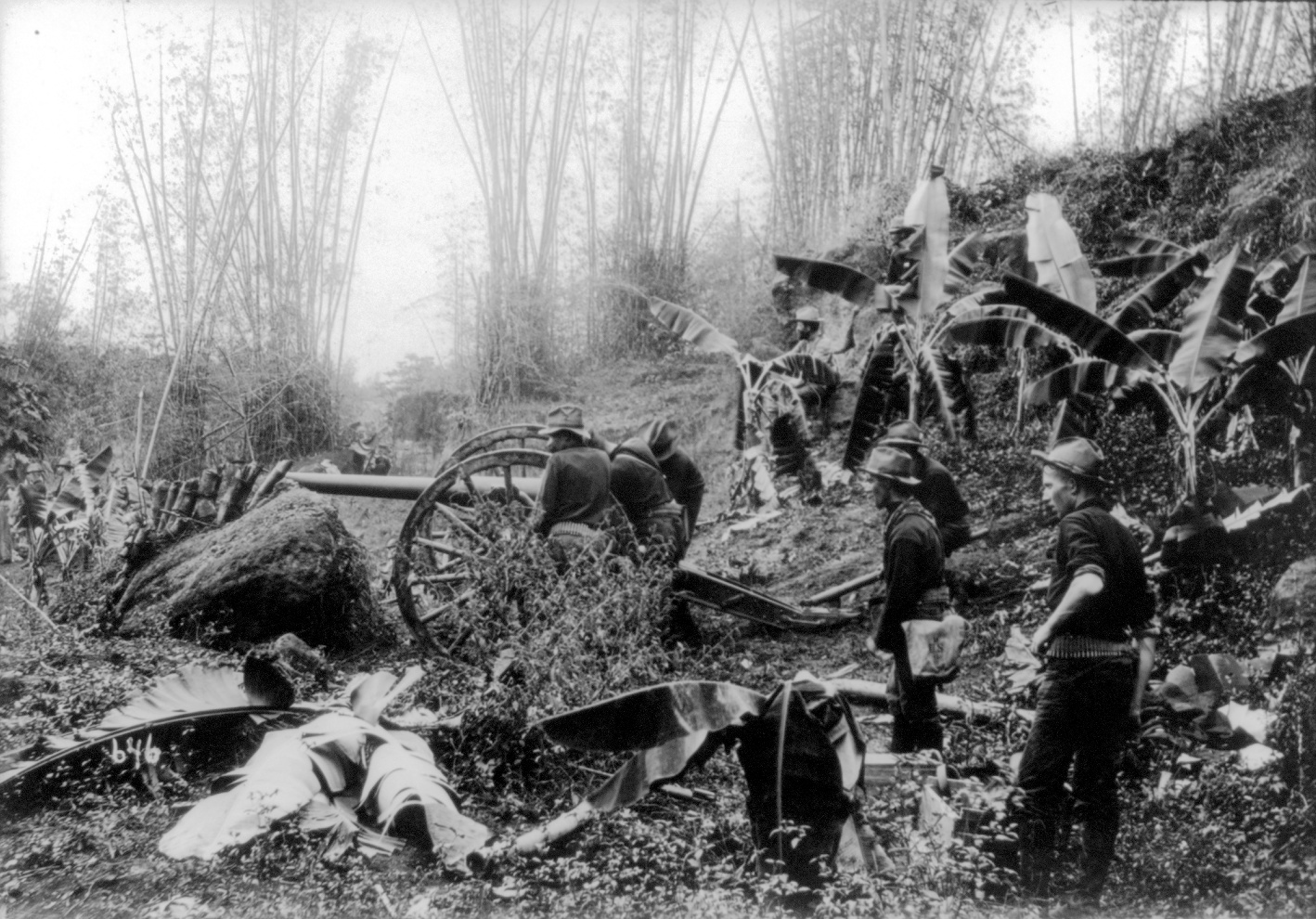
US-Soldaten nahe Manila, 1899

- 5. Februar: In der zweitägigen Schlacht um Manila während des Philippinisch-Amerikanischen Krieges behalten die Amerikaner die Oberhand, während sich die einheimischen Truppen ins Hinterland zurückziehen müssen.
- 14. Februar: Vom Kongress der Vereinigten Staaten werden „Wahlmaschinen“ für Bundeswahlen zugelassen.
- Bereits am 31. März können US-Truppen Malolos einnehmen. Die erste Regierung flüchtet daraufhin nach Calumpit, das jedoch am 26. April eingenommen wird. Daraufhin verlegt man den Sitz der Regierung nach Cabanatuan. Am 9. Mai wird Pedro Paterno neuer Ministerpräsident, da der behinderte Mabini den Strapazen nicht mehr gewachsen ist. Der Kongress residiert vom 13. Mai an in San Isidro. Die Amerikaner schließen jedoch schnell auf, so dass der Sitz von Regierung und Kongress nach Tarlac und später nach Bayambang verlegt werden muss, wo die letzte Regierungssitzung am 13. November stattfindet. Aguinaldo erklärte in ihr den Übergang zum Guerilla-Krieg und alle Regierungsmitglieder gehen in den Untergrund.

#### Australien und Ozeanien
- 22. Januar: Die Führer von sechs australischen Kolonien treffen sich in Melbourne, um über einen Staatenbund zu diskutieren.
- 2. Februar: Die Australische Gründerkonferenz, die in Melbourne abgehalten wird, ist damit einverstanden, dass die Hauptstadt Australiens zwischen Sydney und Melbourne liegen sollte.
- 12. Februar: Das Deutsche Reich zwingt Spanien mit dem Deutsch-Spanischen Vertrag von 1899, ihm pazifische Inselgruppen zu überlassen.
- 1. April: Deutsch-Neuguinea wird eine Kolonie des Deutschen Reiches.
- 14. November: Das Deutsche Kaiserreich und die USA teilen sich im Samoavertrag die Samoainseln, wobei Upolu und Savaiʻi deutscher Besitz werden.
- 2. Dezember: Die USA treten dem Samoa-Vertrag bei. Die Inseln werden am 171. Breitengrad zwischen dem Deutschen Reich und den USA aufgeteilt.

#### Zweiter Burenkrieg
- 11. Oktober: Beginn des Zweiten Burenkrieges in Südafrika
- 20. Oktober: In der ersten Schlacht des Zweiten Burenkrieges, der Schlacht von Talana Hill, besiegen die Briten die Einheiten der Burenrepubliken, erleiden jedoch hohe Verluste.
- 21. Oktober: Die Briten besiegen die Buren in der Schlacht von Elandslaagte. Den taktischen Vorteil verlieren sie durch einen verfrühten Rückzug jedoch wieder.
- 28. November: Britische Truppen schlagen unter hohen eigenen Verlusten einen Vorstoß der Buren in der Schlacht von Modder River zurück.
- 10. Dezember: In der Schlacht von Stormberg erleiden die Briten die erste Niederlage.
- 11. Dezember. In der Schlacht von Magersfontein erleiden die Briten die zweite Niederlage.
- 15. Dezember: Großbritannien erleidet in der Schlacht von Colenso die dritte Niederlage innerhalb von einer Woche im Zweiten Burenkrieg. Die Woche geht als Black Week in die Geschichte Großbritanniens ein.

#### Weitere Ereignisse in Afrika
- Januar: Die Mission Voulet-Chanoine zur französischen Eroberung des Tschad beginnt.
- April: Die Eisenbahnlinie Lagos – Abeokuta in Südnigeria wird als erste Schienenstrecke in West- und Zentralafrika fertiggestellt.[1]
- 14. Oktober: Im geheim gehaltenen Vertrag von Windsor erkennen Großbritannien und Portugal gegenseitig ihre Besitzungen in Afrika an. Großbritannien erhält das Recht auf freie Truppenbewegungen in den portugiesischen Kolonien gegen die Verpflichtung, bei ihrer Verteidigung zu helfen.
- 24. November: Mit der Schlacht von Umm Diwaykarat kommt es zur endgültigen Zerschlagung des Mahdi-Aufstandes im Sudan.

#### Schweiz
- 1. Januar: Eduard Müller  wird Bundespräsident der Schweiz.

#### Internationale Konferenzen
- 29. Juli: Auf der ersten Haager Friedenskonferenz werden Abkommen und Erklärungen zum Kriegsvölkerrecht und zur friedlichen Erledigung internationaler Streitfälle unterzeichnet.

### Wirtschaft
- 21. Januar: Die Söhne Adam Opels kaufen die Fabrik Friedrich Lutzmanns, stellen ihn als Direktor ein und beginnen mit dem Bau von Opel-Automobilen.
- 3. Februar: Der Konsum-, Bau- und Sparverein „Produktion“ eGmbH, Hamburg, entsteht durch Eintrag im Genossenschaftsregister.

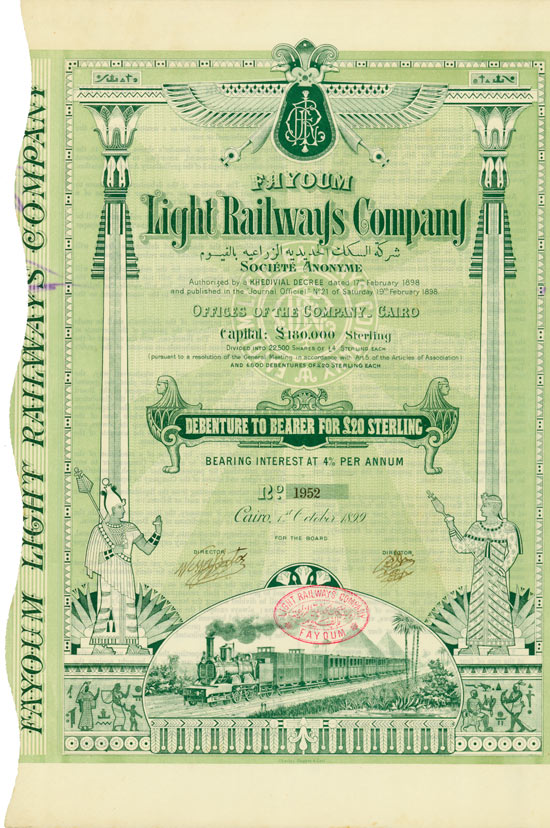
Aktie der Fayoum Light Railways Company vom 1. Oktober 1899

- 17. Februar: Die Fayoum Light Railways Company wird von einer Gruppe von koptischen Investoren gegründet, um ein Netz von Schmalspurbahnen mit einer Spurweite von 750 mm in der Gegend um Fayoum in Ägypten zu bauen und zu betreiben.
- 6. März: Die Firma Bayer AG lässt sich Aspirin als Markenzeichen eintragen.
- 27. März: Die Schmalspureisenbahnlinie auf den Brocken (Brockenbahn) wird eröffnet.
- 22. April: In Karlsruhe wird der Verein für Deutsche Schäferhunde gegründet, der sich im Laufe der Zeit zum weltweit größten Rassehundzuchtverein entwickelt.
- 29. April: Der Verband der Arbeiter-Radfahrer-Vereine wird in Wien ins Leben gerufen. Aus ihm entwickelt sich der österreichische Verkehrsclub ARBÖ.
- 19. Mai: Aufgrund eines vorläufigen Vertrages mit dem Kaiserreich China unter der Qing-Dynastie erhält eine deutsch-englische Gesellschaft, vertreten durch die Deutsch-Asiatische Bank und die Hongkong and Shanghai Banking Corporation, die Lizenz zum Bau einer Eisenbahn zwischen Tientsin und Tschinkiang.
- 11. August: Kaiser Wilhelm II. eröffnet den Dortmund-Ems-Kanal. Das östliche Ruhrgebiet hat damit einen Schiffsweg zur Nordsee.
- 21. August: In Schwerin entsteht durch die Verschmelzung der Versammlung Deutscher Forstmänner mit dem Reichsforstverein der Deutsche Forstverein.
- 5. September: Christine Hardt lässt ein Frauenleibchen als Brustträger, einen Vorläufer des Büstenhalters, patentieren.
- 14. Dezember: Die Emschergenossenschaft (Deutschlands erstes Wasserwirtschaftsunternehmen dieser Art) wird gegründet.
- 30. Dezember: AT&T kauft das Unternehmen American Bell auf und verschafft sich damit das Telefonmonopol in den USA.
- Das Unternehmen General Dynamics wird unter dem Namen Electric Boat gegründet.
- Ersteinführung des Arzneistoffs Acetylsalicylsäure (Nichtsteroidales Antirheumatikum) in Deutschland
- Walter C. Baker gründet in Cleveland, Ohio, die Baker Motor Vehicle Company, die Elektroautos herstellt.

### Wissenschaft und Technik
- 4. Februar: Die Standseilbahn Neuveville–Saint-Pierre nimmt als Wasserballastbahn ihren Betrieb in Freiburg im Üechtland auf.

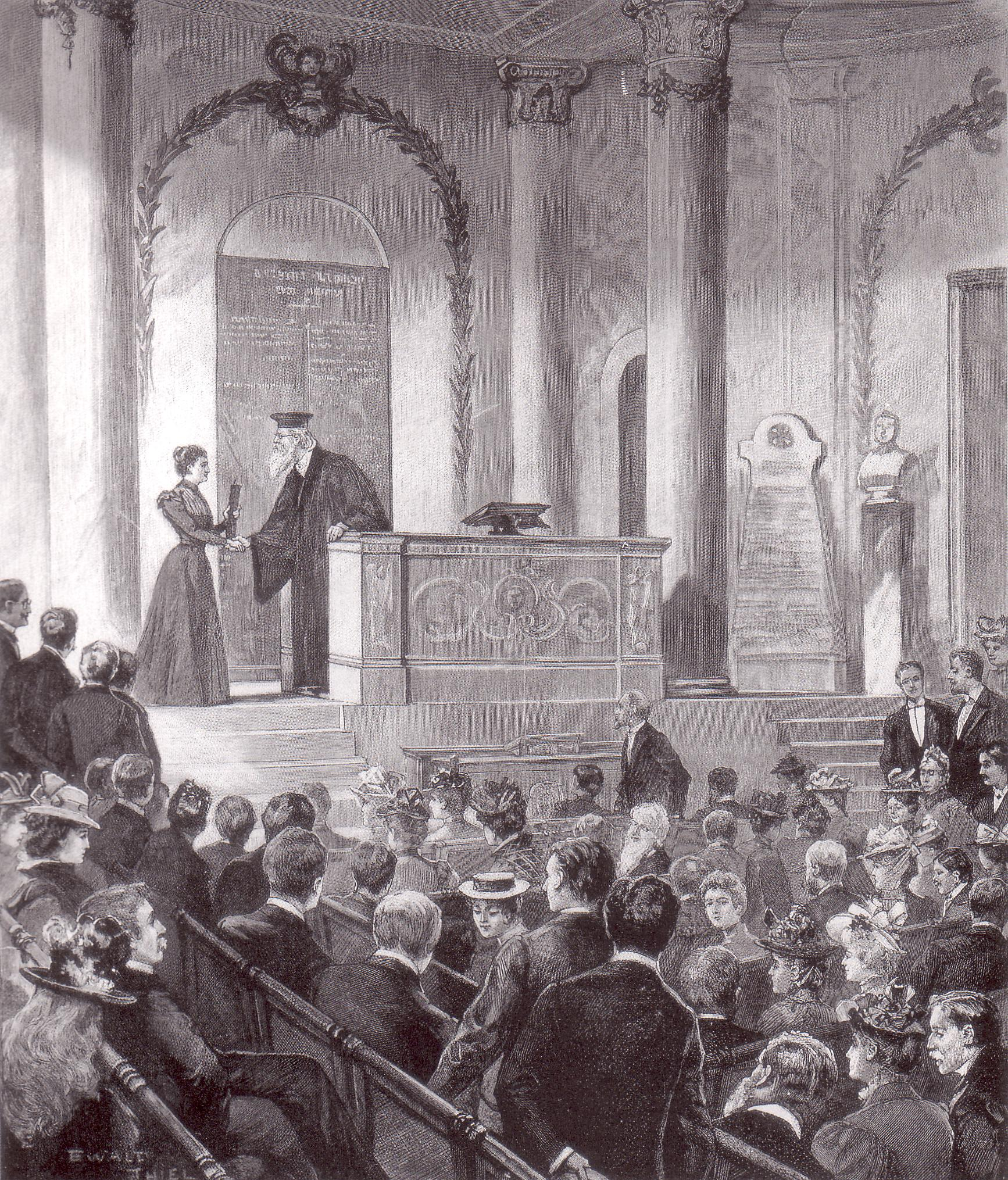
Promotion von Elsa Neumann an der Universität Berlin

- 18. Februar: Die Physikerin Elsa Neumann wird als erste Frau in Berlin promoviert. Ihre Arbeit Über die Polarisationskapazität umkehrbarer Elektroden wird in den Annalen der Physik veröffentlicht.
- 17. März: Der Astronom William Henry Pickering entdeckt bei der Auswertung von am 16. August 1898 aufgenommenen Fotoplatten den Mond Phoebe, den neunten Begleiter des Planeten Saturn.
- 26. März: Die Deutsche Orient-Gesellschaft beginnt mit Ausgrabungen in Babylon, die von Robert Koldewey geleitet werden.
- 27. März: Guglielmo Marconi gelingt die erste drahtlose telegrafische Verbindung über den Ärmelkanal hinweg.
- 27. April: An der Kaiserliche Akademie der Wissenschaften in Wien wird als weltweit erstes Schallarchiv das Phonogrammarchiv gegründet.

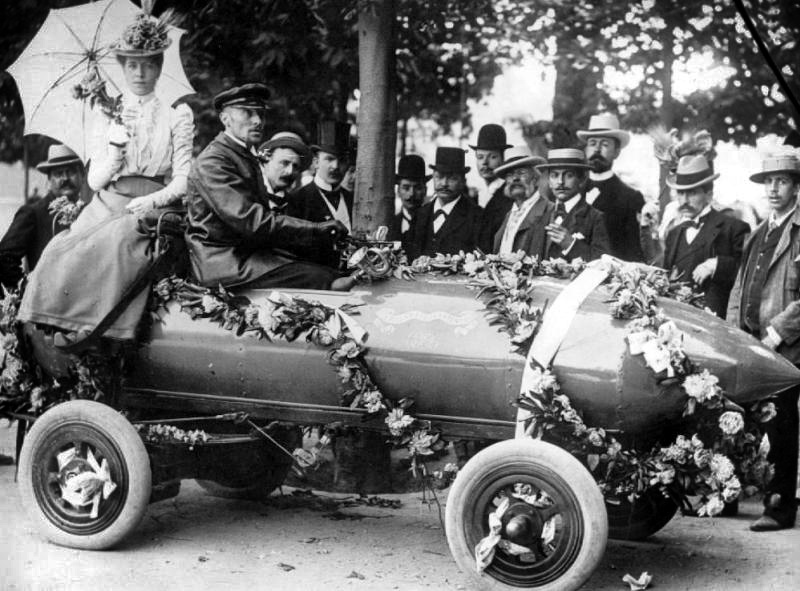
Camille Jenatzy in der La Jamais Contente bei der Siegesparade

- 29. April: Bei einer Rekordfahrt wird die elektrisch betriebene La Jamais Contente des Franzosen Camille Jenatzy das erste Landfahrzeug, das eine Geschwindigkeit von über 100 km/h erreicht.
- 12. Juni: Der italienische Forschungsreisende Luigi Amadeo von Savoyen bricht von Kristiania aus mit dem Forschungsschiff Stella Polare zu einer Expedition auf, die ihn möglichst nahe an den Nordpol führen soll.

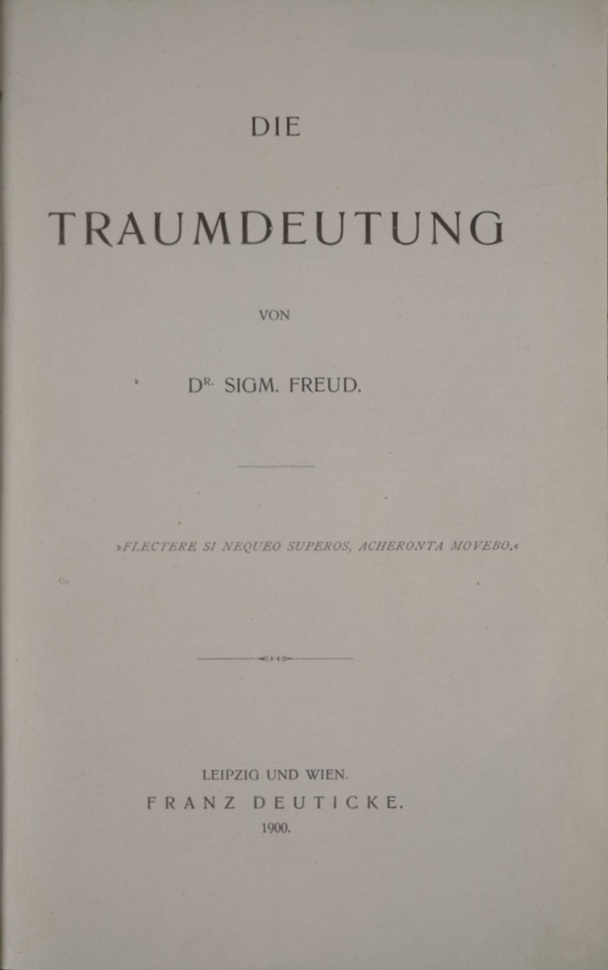
Umschlag der Erstausgabe

- 4. November: Sigmund Freuds frühes Hauptwerk Die Traumdeutung erscheint in einer Auflage von 1.500 Stück – vom Autor auf das Jahr 1900 vordatiert.
- 22. Dezember: In Mambach wird das Wasserkraftwerk Mambach in Betrieb genommen, das bis heute leistungsfähigste Wasserkraftwerk an der Wiese.
- René Louis Baire beweist den Satz von Baire.
- Die Technischen Hochschulen erhalten in Preußen das Recht, Diplom- und Doktor-Titel zu vergeben.
- Das vom Wissenschaftlich-humanitären Komitee unter Leitung von Magnus Hirschfeld herausgegebene Jahrbuch für sexuelle Zwischenstufen erscheint zum ersten Mal.

### Kultur

#### Bildende Kunst
- Die russische Künstlervereinigung Mir Iskusstwa veranstaltet ihre erste Ausstellung, die am 22. Januar eröffnet wird.
- 18. September: In Toronto wird das im neuromanischen Stil erbaute Rathaus eröffnet, das zu diesem Zeitpunkt sowohl das größte Gebäude der Stadt, als auch das größte Verwaltungsgebäude in Nordamerika ist.
- Mit seinen Wienzeilenhäusern bricht Otto Wagner endgültig mit dem Historismus.

#### Musik und Theater
- 1. Januar: Uraufführung der Oper Eva von Josef Bohuslav Foerster am Nationaltheater Prag
- 17. Januar: Uraufführung der Oper Die Kriegsgefangene von Karl Goldmark an der Hofoper in Wien
- 29. Januar: Uraufführung der Oper Ihre Exzellenz von Richard Heuberger am Theater an der Wien in Wien
- 26. Februar: Uraufführung der Oper Der Pfeifertag von Max von Schillings am Hoftheater in Schwerin
- 1. Mai: Am Apollo-Theater in Berlin findet vom Komponisten dirigiert die Uraufführung der burlesk-phantastischen Ausstattungsoperette Frau Luna von Paul Lincke nach einem Libretto von Heinrich Bolten-Baeckers statt. Sie wird das erfolgreichste Werk des Komponisten.

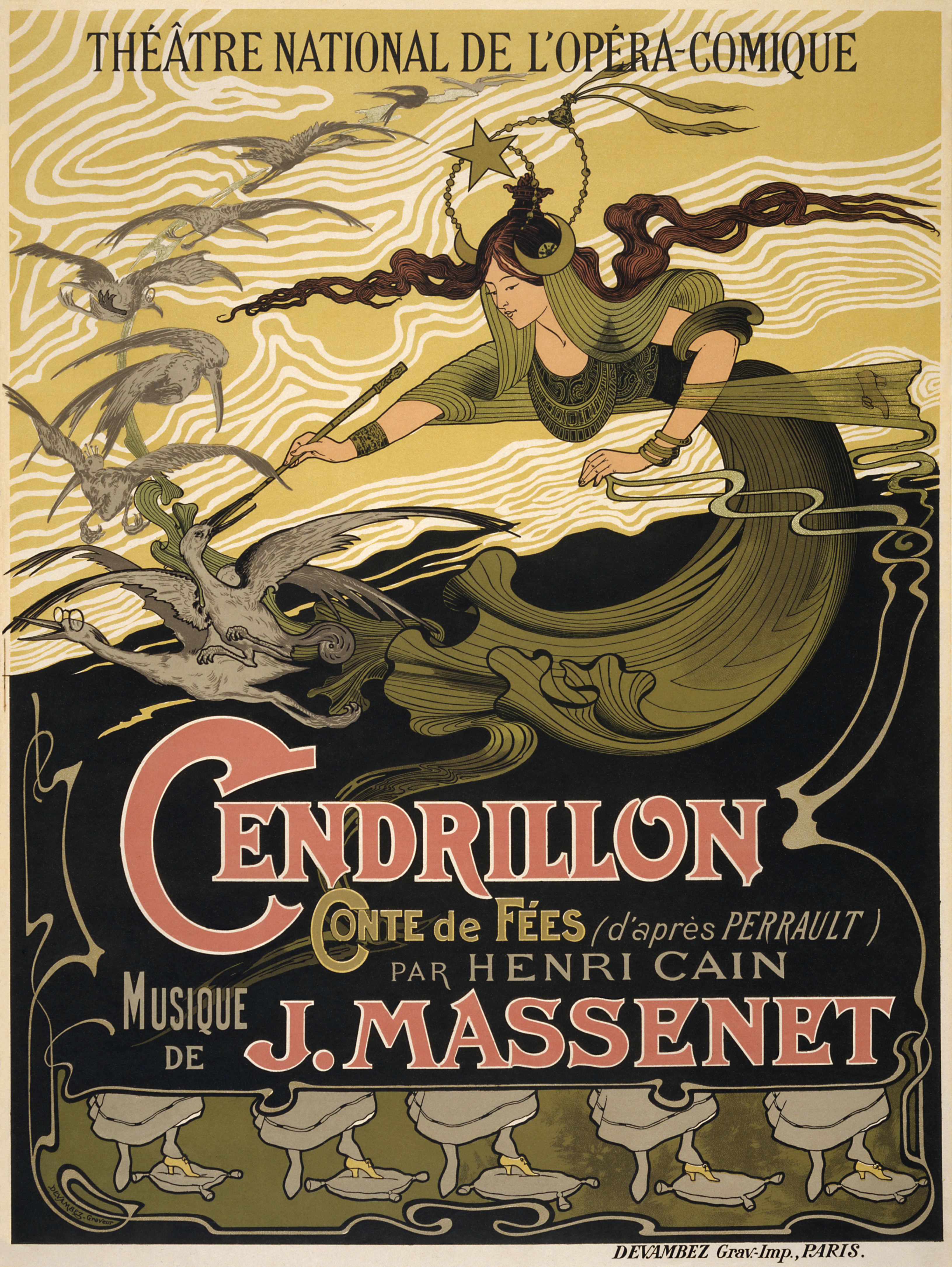
Plakat der Uraufführung

- 24. Mai: Die Märchenoper Cendrillon von Jules Massenet mit dem Libretto von Henri Cain nach dem Märchen Cendrillon ou la Petite Pantoufle de verre (Aschenputtel oder der kleine Glasschuh) von Charles Perrault hat mit großem Erfolg ihre Uraufführung an der Opéra-Comique in Paris. Sie wird innerhalb der nächsten zehn Jahre auf drei Kontinenten gespielt.
- 26. Juli: Beim Sommertheater Venedig in Wien erfolgt die Uraufführung der Operette Die Landstreicher von Carl Michael Ziehrer. Das Libretto stammt von Leopold Krenn und Karl Lindau.
- 26. Oktober: Anton Tschechows Drama Onkel Wanja wird im Moskauer Künstlertheater uraufgeführt. Konstantin Sergejewitsch Stanislawski führt Regie und spielt selbst den Astrow nach den Anweisungen Tschechows. Olga Knipper, Tschechows spätere Frau, spielt die Jélena.
- 26. Oktober: Am Wiener Carltheater wird die Operette Wiener Blut von Johann Strauss (Sohn) mit dem Libretto von Victor Léon und Leo Stein uraufgeführt. Die Uraufführung wird zu einem Fiasko.
- 14. November: Uraufführung der Oper Der Sarazene von César Cui am Mariinski-Theater in Sankt Petersburg
- 18. Dezember: Am Berliner Apollo-Theater wird die Operette Im Reiche des Indra von Paul Lincke nach einem Libretto von Heinrich Bolten-Baeckers und Hans Brennecke uraufgeführt.

#### Sonstiges
- 3. Januar: erste bekannte Verwendung des Wortes „automobile“ (dt.: Automobil) in einem Editorial der New York Times
- Der Musiker Konrad Büttgenbach erfindet das Brettspiel „Salta“, das sich vor dem Ersten Weltkrieg ungemein großer Beliebtheit erfreut.
- Wiederentdeckung der Krypta des Erlösers in Tarent durch den italienischen Archäologen Luigi Viola

### Gesellschaft
- 10. März: In ganz Frankreich wird der Führerschein mit Fahrprüfung Pflicht.

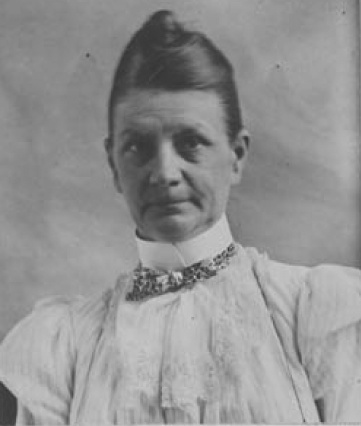
Martha M. Place

- 20. März: Im Sing-Sing-Gefängnis wird Martha M. Place als erste Frau auf dem elektrischen Stuhl hingerichtet.
- 28. März: Unter Anwesenheit von Prinz und Prinzessin Heinrich von Preußen wird im Pachtgebiet Kiautschou der Grundstein zur Irenebaude gelegt.
- 13. September: In New York City wird Henry Bliss das erste US-amerikanische Todesopfer bei einem Autounfall.
- Auf dem Albisgüetli in Zürich findet das erste moderne Knabenschiessen statt.

### Religion
- 25. Mai: In der Enzyklika Annum sacrum weiht Papst Leo XIII. die ganze Welt dem Herzen Jesu Christi und setzt das kirchliche Hochfest dazu auf den 11. Juni fest. Das Fest wird inzwischen am dritten Freitag nach Pfingsten begangen.
- 8. September: In der an den französischen Klerus adressierten Enzyklika Depuis le jour beschreibt Papst Leo XIII. Grundlagen der Priesterausbildung, die kanonisches Recht beeinflussen.
- 18. September: Die Enzyklika Paternae von Papst Leo XIII. richtet sich an das Episkopat in Brasilien und hat die dortige Ausbildung der Kleriker zum Gegenstand.
- In Moskau wird der Grundstein für die Kirche der Unbefleckten Empfängnis, das größte katholische Gotteshaus in ganz Russland, gelegt.

### Katastrophen
- Anfang des Jahres: Die Hungersnot in Zentralkenia erreicht ihren Höhepunkt.
- 30. März: Der britische Passagierdampfer Stella rammt vor der Insel Guernsey (Ärmelkanal) in dichtem Nebel die Felsen von Casquets und sinkt innerhalb von acht Minuten. 105 Menschen kommen ums Leben.

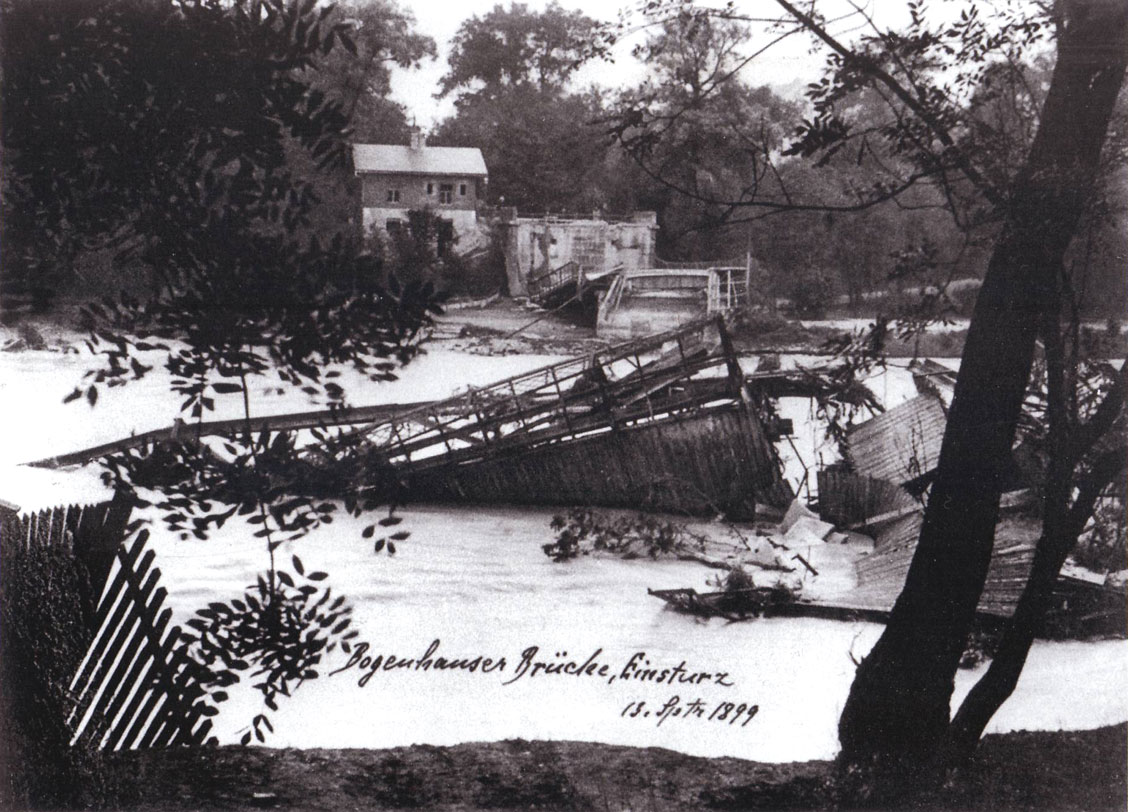
Die am 13. September eingestürzte Max-Joseph-Brücke

- September: Obwohl keine Todesopfer bekannt sind, gehört das Münchner Hochwasser von 1899 zu den größten Naturkatastrophen, die die Stadt München trafen. Eine durch starke Regenfälle ausgelöste Flutwelle der Isar zerstört Uferanlagen im Stadtbereich sowie zwei große Isarbrücken und führt in der Folge zu einer Neuordnung des innerstädtischen Flussbereiches mit erheblichen Uferbefestigungsarbeiten sowie dem Neubau von sechs Brücken.
- Eine schwere Hungersnot herrscht in Indien, verschärft durch die Politik der britischen Kolonialherren unter Vizekönig George Curzon, 1. Marquess Curzon of Kedleston, und fordert Millionen Tote.

Kleinere Unglücksfälle sind in den Unterartikeln von Katastrophe und in der Liste von Katastrophen aufgeführt.

### Natur und Umwelt
- 2. März: Der Mount-Rainier-Nationalpark wird in Washington gegründet.

### Sport
- 8. Januar: Der Fußballverein SK Rapid Wien wird gegründet.
- 4. Februar: Der Sportverein „Werder“ von 1899 e. V. wird gegründet (heute bekannt als Werder Bremen).
- 16. Februar: In Island wird mit dem KR Reykjavík der erste Fußballverein im Land gegründet.
- 8. März: Der „Frankfurter Fußball-Club Victoria von 1899“ wird gegründet (heute unter dem Namen Eintracht Frankfurt bekannt).
- 17. April: Der VfL Osnabrück wird gegründet.
- 3. Mai: Ferencváros Budapest entsteht als Turnverein, schon im Folgejahr kommt die Fußballabteilung hinzu.
- 1. Juli: Der „Turnverein Hoffenheim“ wird gegründet (heute unter dem Namen TSG 1899 Hoffenheim bekannt).
- 16. bis 24. Juli: Die Tour de France für Automobile wird erstmals durchgeführt. Der Sieger René de Knyff braucht auf einem Panhard & Levassor für die Strecke von Paris über Vichy und Nantes zurück nach Paris fast zwei Tage.
- 20. August: Der FSV Frankfurt wird gegründet und besteht bis heute unter diesem Namen ohne jegliche Fusion mit anderen Vereinen.
- 21. September: Die Stuttgarter Kickers werden gegründet.
- 29. November: Der katalanische Fußballklub FC Barcelona wird gegründet.
- 16. Dezember: Die AC Mailand wird gegründet.
- Der niederländische Fußball-Verband KNVB wird gegründet.
- Die SpVgg 1899 Leipzig wird gegründet.
- Die Sportfreunde Siegen werden als Fussballclub Jahn Siegen gegründet.

## Geboren

### Januar
- 01. Januar: Jack Beresford, britischer Ruderer und Olympiasieger († 1977)
- 01. Januar: Raymond Loucheur, französischer Komponist († 1979)
- 02. Januar: Hermann Schwann, deutscher Politiker († 1977)
- 03. Januar: Johan Hin, niederländischer Segler und Dokumentarfilmer († 1957)
- 03. Januar: Felka Platek, polnische Malerin († 1944)
- 03. Januar: Adolf Ziegler, deutscher Schauspieler († 1985)
- 04. Januar: Alma Siedhoff-Buscher, deutsche Designerin am Bauhaus († 1944)
- 04. Januar: Alfred Sohn-Rethel, deutscher Volkswirtschaftler, Erkenntnistheoretiker und Industriesoziologe († 1990)
- 05. Januar: Ruggero Gerlin, italienischer Cembalist und Musikpädagoge († 1983)
- 05. Januar: Wilhelm Hagemann, deutscher Schachproblemkomponist († 1973)
- 06. Januar: Heinrich Nordhoff, deutscher Unternehmer († 1968)
- 06. Januar: Max Simon, SS-Gruppenführer und Generalleutnant der Waffen-SS († 1961)
- 07. Januar: Franciska Clausen, deutsch-dänische Malerin († 1986)
- 07. Januar: John Augustine Collins, australischer Marineoffizier († 1989)
- 07. Januar: Ernst Kuntscher, deutscher Politiker († 1971)
- 07. Januar: Francis Poulenc, französischer Pianist und Komponist († 1963)
- 08. Januar: Sherman A. Adams, US-amerikanischer Politiker († 1986)
- 08. Januar: Hans Aufricht-Ruda, deutsch-US-amerikanischer Schriftsteller und Psychotherapeut († 1970)
- 08. Januar: S. W. R. D. Bandaranaike, Premierminister von Sri Lanka († 1959)
- 08. Januar: Ela Elborg, deutsche Drehbuchautorin, Dialogregisseurin und Schauspieleragentin († 2004)
- 09. Januar: John A. Danaher, US-amerikanischer Politiker († 1990)
- 10. Januar: Axel Eggebrecht, deutscher Journalist, Schriftsteller und Drehbuchautor († 1991)
- 10. Januar: Daniel Guilet, französisch-amerikanischer Geiger und Musikpädagoge russischer Herkunft († 1990)

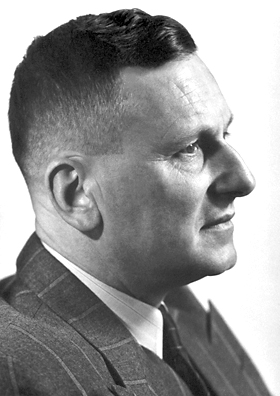
Paul Hermann Müller

- 12. Januar: Pierre Bernac, französischer Sänger und Gesangslehrer († 1979)
- 12. Januar: Piero Meriggi, italienischer Klassischer Philologe, Linguist und Indogermanist († 1982)
- 12. Januar: Paul Hermann Müller, Schweizer Chemiker († 1965)
- 12. Januar: Josef Wagner, NSDAP-Gauleiter des Gaus Westfalen-Süd und des Gaus Schlesien († 1945)
- 13. Januar: Lew Wladimirowitsch Kuleschow, sowjetischer Regisseur († 1970)
- 13. Januar: Karl Friedrich Bonhoeffer, deutscher Chemiker († 1957)
- 14. Januar: Fritz Bayerlein, deutscher Generalleutnant der Wehrmacht († 1970)
- 14. Januar: Carlos P. Rómulo, philippinischer Außenminister († 1985)
- 16. Januar: Michl Lang, deutscher Volksschauspieler († 1979)

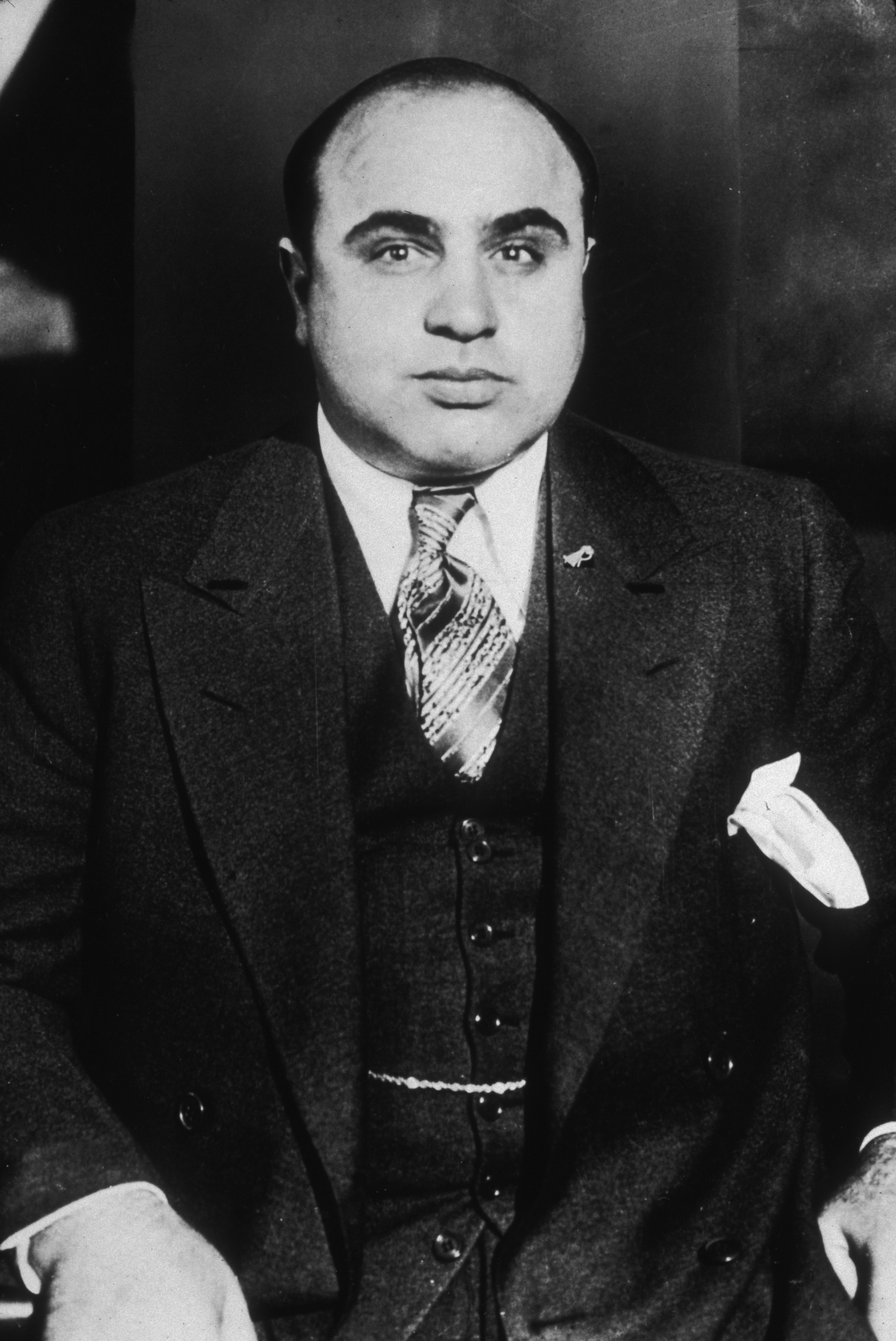
Al Capone, um 1935

- 17. Januar: Al Capone, US-amerikanischer Verbrecher während der Prohibition († 1947)
- 17. Januar: Nevil Shute, englischer Schriftsteller, Flugzeugingenieur und Pilot († 1960)
- 18. Januar: Jan Bontjes van Beek, deutscher Bildhauer und Keramiker († 1969)
- 18. Januar: Fritz Bracht, NSDAP-Gauleiter von Oberschlesien († 1945)
- 19. Januar: Hans Reif, deutscher Politiker († 1984)
- 20. Januar: Michael Laßleben, deutscher Verleger († 1972)
- 21. Januar: John Bodkin Adams, britischer Mediziner und mutmaßlicher Serienmörder († 1983)
- 21. Januar: Rudi Blesh, US-amerikanischer Jazzautor († 1985)
- 21. Januar: Hugo Mayer, deutscher Politiker und MdB († 1968)
- 21. Januar: Alexander Nikolajewitsch Tscherepnin, russischer Komponist († 1977)
- 23. Januar: Alfred Denning, englischer Richter († 1999)
- 23. Januar: Konstantin Kammerhofer, SS-Gruppenführer und Beauftragter Heinrich Himmlers in Kroatien († 1958)
- 23. Januar: Glen Kidston, britischer Automobilrennfahrer († 1931)
- 24. Januar: Theodor M. Auer, deutscher Diplomat († 1972)
- 24. Januar: Hoyt S. Vandenberg, US-amerikanischer Luftflottenkommandeur im Zweiten Weltkrieg († 1954)
- 25. Januar: Sleepy John Estes, US-amerikanischer Blues-Musiker († 1977)
- 25. Januar: Gérard Marinier, französischer Automobilrennfahrer († 1937)
- 25. Januar: Paul-Henri Spaak, belgischer Politiker und Staatsmann († 1972)
- 27. Januar: Béla Guttmann, ungarischer Fußballspieler und -trainer († 1981)
- 27. Januar: Piet van Mever, niederländischer Komponist († 1985)
- 28. Januar: Rupert Angermair, deutscher Moraltheologe und Fachbuchautor († 1966)
- 28. Januar: August Annist, estnischer Literaturwissenschaftler, Übersetzer, Folklorist und Lyriker († 1972)
- 29. Januar: Gerhard Graubner, deutscher Architekt († 1970)
- 29. Januar: Hans Henn, deutscher Politiker († 1958)
- 30. Januar: Max Theiler, US-amerikanischer Biologe († 1972)

### Februar
- 02. Februar: Heinrich Wehking, deutscher Politiker († 1984)
- 02. Februar: Wolfgang Gröbner, österreichischer Mathematiker († 1980)
- 02. Februar: Paula Heimann, deutsch-britische Psychoanalytikerin († 1982)
- 03. Februar: Louis Decaroli, französischer Automobilrennfahrer († 1968)
- 03. Februar: João Café Filho, brasilianischer Präsident († 1970)
- 03. Februar: Lao She, chinesischer Schriftsteller († 1966)
- 03. Februar: Wilhelm Graf zu Lynar, deutscher Militär († 1944)
- 04. Februar: Elfriede Jaeger, deutsche Politikerin († 1964)
- 04. Februar: Wiktor Fjodorowitsch Bolchowitinow, sowjetischer Flugzeugkonstrukteur († 1970)
- 06. Februar: Sergei Martinson, sowjetischer Schauspieler († 1984)

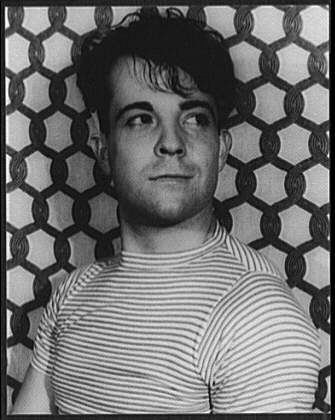
Ramón Novarro

- 06. Februar: Ramón Novarro, mexikanisch-US-amerikanischer Stummfilmstar († 1968)
- 07. Februar: Friedrich Steinhoff, deutscher Politiker († 1983)
- 08. Februar: Juan Pedro Arremón, uruguayischer Fußballspieler († 1979)
- 12. Februar: Erich Nehlhans, Vorsitzender der jüdischen Gemeinde zu Berlin († 1950)
- 12. Februar: Irnfried von Wechmar, deutscher Offizier und Journalist († 1959)
- 15. Februar: Ernst Biberstein, deutscher evangelischer Pastor, SS-Obersturmbannführer; Massenmörder († 1986)
- 15. Februar: George Auric, französischer Komponist († 1983)
- 15. Februar: Iknadios Bedros XVI. Batanian, Patriarch von Kilikien († 1979)
- 15. Februar: Grethe Jürgens, deutsche Malerin († 1981)
- 15. Februar: Willi Kobe, Schweizer evangelischer Geistlicher und Friedensaktivist († 1995)
- 16. Februar: Cayetano Córdova Iturburu, argentinischer Journalist, Kunstkritiker und Schriftsteller († 1977)
- 16. Februar: Hermann Grossmann, deutscher Autor († 1968)
- 16. Februar: Kurt Lieck, deutscher Schauspieler und Hörspielsprecher († 1976)
- 17. Februar: Karl Adam, deutscher Jurist und Kreishauptmann († 1943)
- 17. Februar: Walter Felicetti-Liebenfels, österreichischer Kunsthistoriker († 2000)
- 18. Februar: Erich Kosiol, deutscher Professor für Betriebswirtschaft († 1990)
- 19. Februar: Lucio Fontana, italienischer Maler und Bildhauer († 1968)
- 19. Februar: Werner Beumelburg, deutscher Journalist und Schriftsteller († 1963)
- 20. Februar: Emmy Meyer-Laule, deutsche Politikerin († 1985)
- 21. Februar: Bernard William Griffin, englischer Geistlicher, Erzbischof von Westminster und Kardinal († 1956)
- 22. Februar: Gustav Aufhammer, deutscher Pflanzenbauwissenschaftler und Pflanzenzüchter († 1988)
- 22. Februar: Berthold Koch, deutscher Schachspieler († 1988)
- 23. Februar: Vitaly Viktor Chaim Arlosoroff, russischer Politiker († 1933)
- 23. Februar: Elisabeth Langgässer, deutsche Schriftstellerin († 1950)

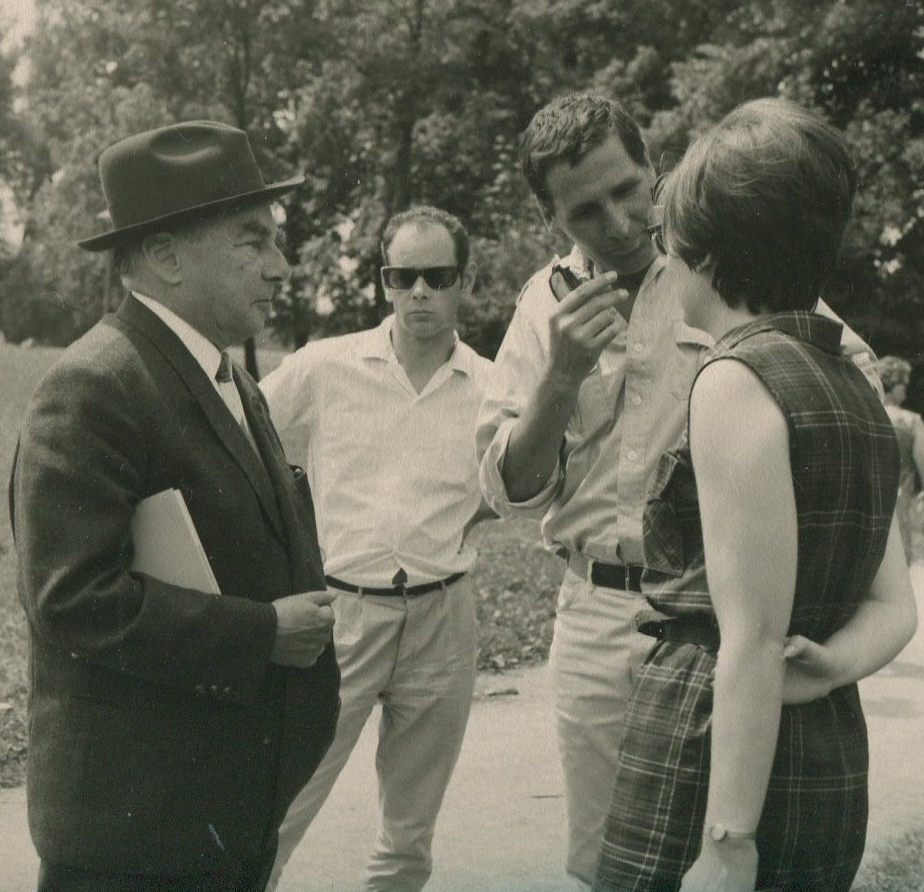
Erich Kästner, 1968

- 23. Februar: Erich Kästner, deutscher Schriftsteller, Drehbuchautor und Kabarettist († 1974)
- 23. Februar: Norman Taurog, US-amerikanischer Filmregisseur († 1981)
- 24. Februar: Helmut Kolle, deutscher Maler († 1931)
- 24. Februar: Michail Michailowitsch Gromow, sowjetischer Pilot († 1985)
- 25. Februar: Bernadette Cattanéo, französische Kommunistin und Feministin († 1963)
- 25. Februar: Willi Henkelmann, deutscher Motorradrennfahrer († 1928)
- 25. Februar: Henry Hensche, US-amerikanischer Maler († 1992)
- 26. Februar: Max Petitpierre, Schweizer Politiker († 1994)
- 26. Februar: Theodor Babilon, Geschäftsführer des Kölner Kolpinghauses († 1945)

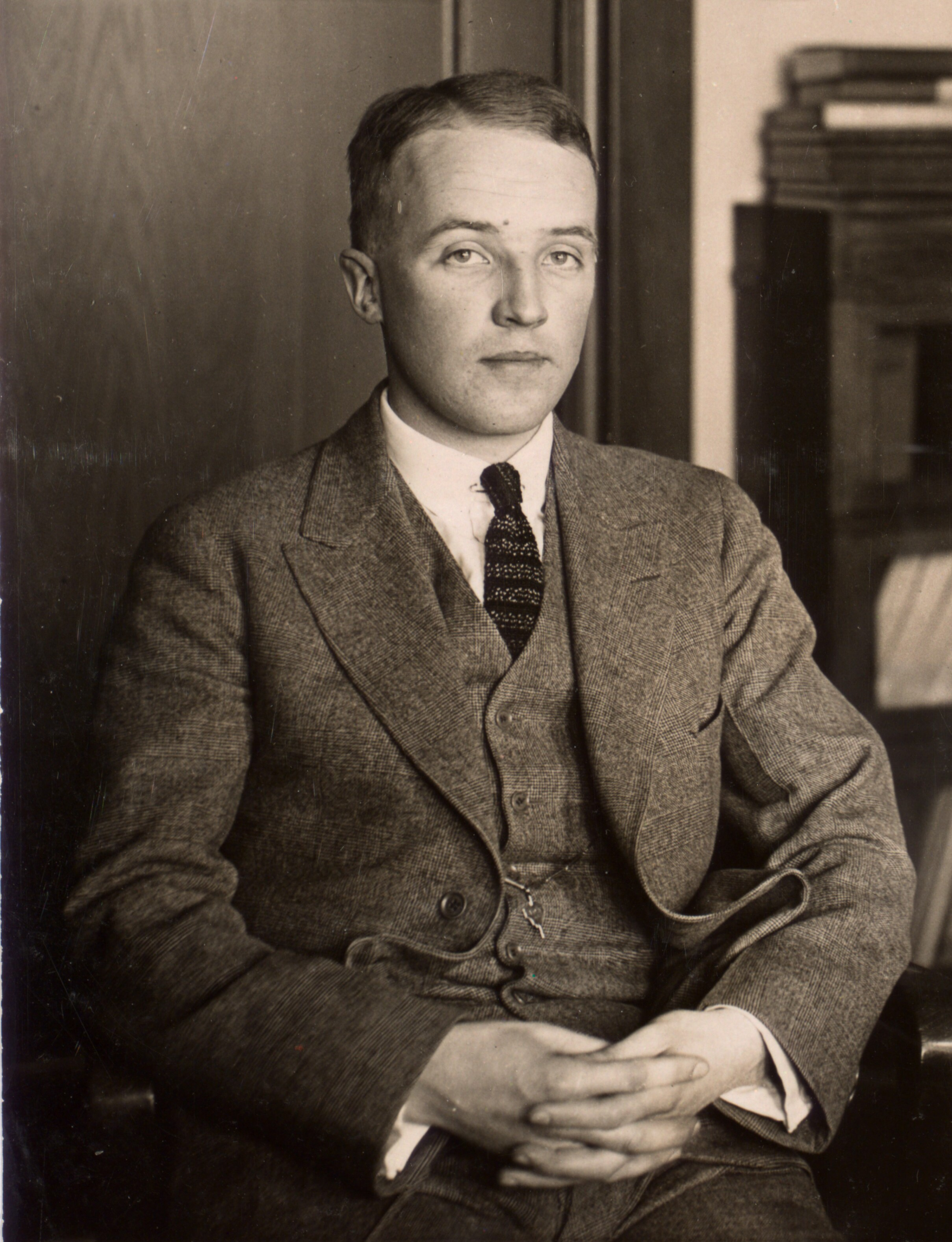
Charles Best, ca. 1924

- 27. Februar: Charles Best, US-amerikanischer Physiologe und Biochemiker († 1978)
- 28. Februar: Harold Bruce Farncomb, australischer Marineoffizier und Rechtsanwalt († 1971)

### März
- 01. März: Erich von dem Bach-Zelewski, SS-Obergruppenführer († 1972)
- 01. März: Alphonse de Burnay, portugiesischer Automobilrennfahrer († 1971)
- 02. März: Alessandro Vallebona, italienischer Radiologe, Entwickler der Tomographie († 1987)
- 03. März: Jacob Klein, jüdischstämmiger deutsch-US-amerikanischer Philosoph und Mathematiker († 1978)
- 03. März: Albert Krebs, Gauleiter von Hamburg († 1974)
- 03. März: Juri Olescha, russischer Schriftsteller († 1960)
- 03. März: Ruth von Ostau, deutsche Schriftstellerin († 1966)
- 05. März: Erich Koß, Stadtbaurat von Magdeburg († 1982)
- 07. März: Werner Hochbaum, deutscher Filmregisseur († 1946)
- 08. März: Eric Linklater, schottischer Schriftsteller († 1974)
- 09. März: Giuseppe Antonio Ferretto, italienischer Kardinal der römisch-katholischen Kirche († 1973)
- 10. März: Finn Høffding, dänischer Komponist und Musikpädagoge († 1997)
- 10. März: Grete von Zieritz, österreichische Pianistin und Komponistin († 2001)

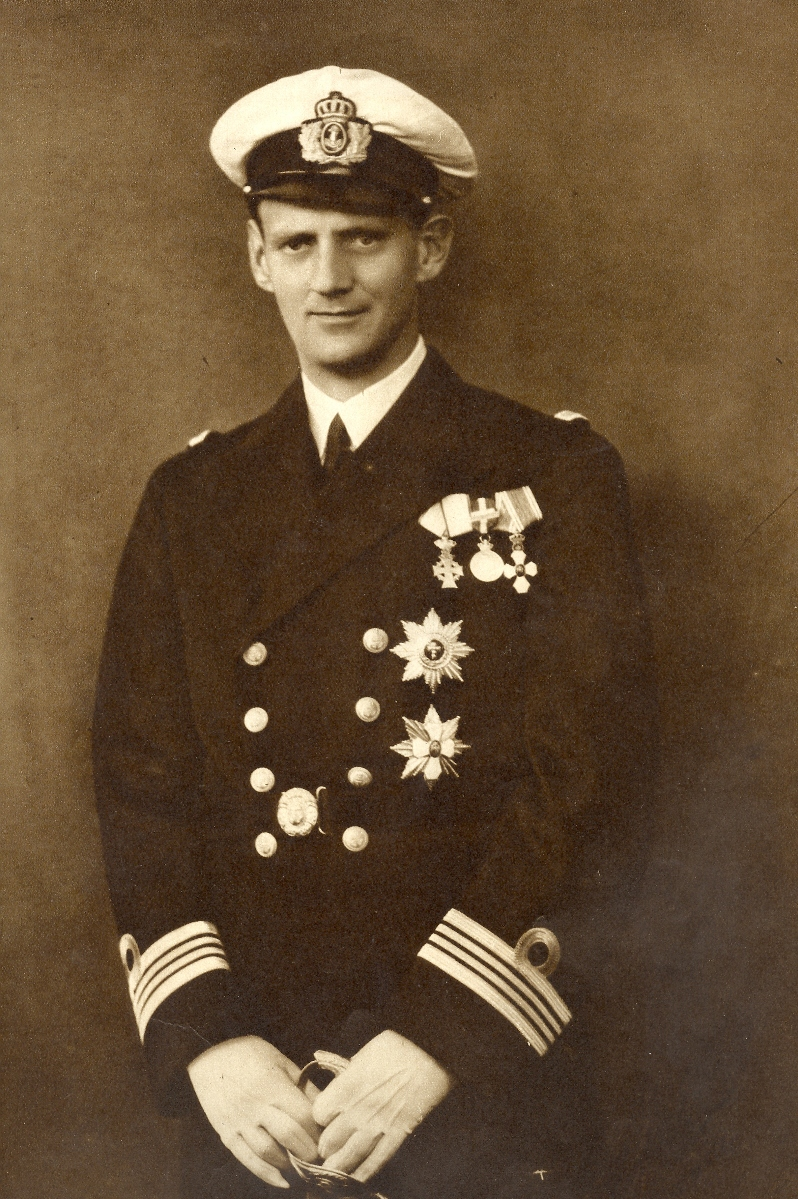
Friedrich IX. von Dänemark

- 11. März: Friedrich IX., König von Dänemark († 1972)
- 13. März: Clara Döhring, deutsche Politikerin und MdB († 1987)
- 13. März: John H. van Vleck, US-amerikanischer Physiker († 1980)
- 13. März: Pantscho Wladigerow, bulgarischer Komponist († 1978)
- 14. März: Ricardo Adolfo de la Guardia Arango, panamaischer Staatspräsident († 1969)
- 15. März: Ernst Simon, deutscher Pädagoge und jüdischer Religionsphilosoph († 1988)
- 16. März: Franz Josef Brecht, deutscher Philosophie-Professor († 1982)
- 16. März: Ok Formenoy, niederländischer Fußballspieler († 1977)
- 17. März: Radie Britain, US-amerikanische Komponistin († 1994)
- 17. März: Arthur E. Summerfield, US-amerikanischer Politiker († 1972)
- 19. März: Jan Hendrik de Boer, niederländischer Physiker und Chemiker († 1971)
- 19. März: Reinhard von Koenig-Fachsenfeld, deutscher Ingenieur, Erfinder und Rennfahrer († 1992)
- 19. März: Aksel Sandemose, dänisch-norwegischer Schriftsteller († 1965)
- 20. März: Cəfər Cabbarlı, aserbaidschanischer Dramatiker, Lyriker, Übersetzer, Regisseur und Drehbuchautor († 1934)
- 20. März: Gunther Ipsen, österreichischer Soziologe und Philosoph († 1984)
- 23. März: Louis Adamic, US-amerikanischer Journalist und Schriftsteller († 1951)
- 23. März: Dora Gerson, deutsche Schauspielerin und Sängerin († 1943)
- 23. März: Boris Alexandrowitsch Tschagin, russischer Philosoph und Historiker († 1987)
- 25. März: Jacques Audiberti, französischer Dichter († 1965)
- 27. März: Carl Aage Hilbert, dänischer Jurist und Gouverneur der Färöer († 1953)
- 27. März: Gloria Swanson, US-amerikanische Schauspielerin († 1983)

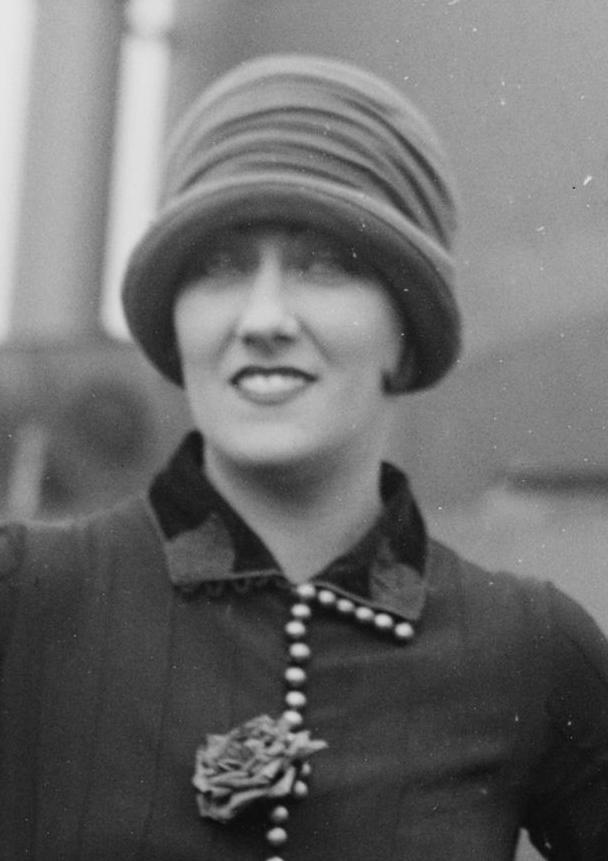
Gloria Swanson

- 28. März: Georg Weissel, österreichischer Widerstandskämpfer († 1934)
- 29. März: Lawrenti Beria, sowjetischer Geheimdienstchef († 1953)
- 31. März: Franz Völker, deutscher Sänger (Tenor) († 1965)

### April
- 01. April: Herbert Lewin, deutscher Präsident des Zentralrats der Juden († 1982)
- 02. April: Heinrich Rau, Mitglied des Politbüros des ZK der SED († 1961)
- 02. April: Robert Hill, britischer Biochemiker († 1991)
- 02. April: Vinzenz Platajs, Zeuge Jehovas und NS-Opfer († 1944)
- 04. April: Albino Carraro, italienischer Fußballschiedsrichter und -trainer († 1964)
- 06. April: Georg Traeg, deutscher Politiker († 1978)
- 06. April: Hans Wentorf, deutscher Fußballspieler († 1970)
- 07. April: Robert Casadesus, französischer Pianist († 1972)
- 07. April: Jo Hanns Rösler, deutscher Schriftsteller († 1966)
- 07. April: Victor Schiøler, dänischer Pianist († 1967)
- 08. April: Edward D. Crippa, US-amerikanischer Politiker († 1960)
- 09. April: Raoul de Verneuil, peruanischer Komponist und Dirigent († 1975)
- 10. April: Ewa Szelburg-Zarembina, polnische Schriftstellerin († 1986)
- 10. April: Friedrich Traugott Wahlen, Schweizer Professor für Landwirtschaft und Politiker (Bundesrat) († 1985)
- 11. April: Albrecht Aschoff, deutscher Politiker und MdB († 1972)
- 11. April: Leopold Hochgatterer, österreichischer Politiker († 1971)
- 11. April: Jean de Saussure, amerikanisch-schweizerischer evangelischer Geistlicher und Hochschullehrer († 1977)
- 12. April: Emil Gsell, Schweizer Professor für Wirtschaftswissenschaften († 1973)
- 13. April: Alfred Mosher Butts, US-amerikanischer Architekt und Spieleautor († 1993)
- 13. April: Alfred Schütz, österreichischer Soziologe († 1959)
- 13. April: Friedrich Wilckens, österreichischer Komponist und Pianist († 1986)
- 14. April: Benedetto Borella, italienischer Ruderer († 1975)
- 14. April: Josef Oesterle, deutscher Politiker († 1959)
- 15. April: Curtis Bernhardt, deutsch-US-amerikanischer Regisseur († 1981)
- 16. April: Louis Gérard, französischer Unternehmer und Automobilrennfahrer († 2000)
- 17. April: Bernhard Sprengel, deutscher Schokoladenfabrikant und Kunstmäzen († 1985)
- 18. April: Zdeněk Chalabala, tschechischer Dirigent († 1962)
- 18. April: Matthias Leis, deutscher Eishockeytorwart
- 19. April: Robert Lusser, deutscher Ingenieur († 1969)
- 19. April: Anton Powolny, österreichischer Fußballspieler († 1961)
- 20. April: Margaret Harrison, britische Violinistin († 1995)
- 21. April: Rolland-Georges Gingras, kanadischer Organist, Musikkritiker und Komponist († 1964)
- 21. April: Randall Thompson, US-amerikanischer Komponist und Musikpädagoge († 1984)
- 22. April: Vladimir Nabokov, russischer Schriftsteller († 1977)
- 22. April: Erich Häßler, deutscher Kindermediziner († 2005)
- 23. April: Alfred Jurzykowski, polnischer Manager und Kunstförderer († 1966)
- 23. April: Bertil Ohlin, schwedischer Ökonom († 1979)
- 26. April: Antoine Adam, französischer Romanist und Literaturwissenschaftler († 1980)
- 26. April: Joseph Fuchs, US-amerikanischer Geiger und Musikpädagoge († 1997)
- 26. April: Xaver Gmelch, deutscher Motorradrennfahrer († 1976)
- 26. April: Juana Mordó, spanische Galeristin († 1984)
- 27. April: Erik Aaes, dänischer Szenenbildner († 1966)
- 29. April: Robert Cooley Angell, US-amerikanischer Soziologe († 1984)
- 29. April: Duke Ellington, US-amerikanischer Jazz-Komponist († 1974)
- 29. April: Yngve Sköld, schwedischer Komponist († 1992)
- 29. April: Gustav Tauschek, österreichischer Computerpionier († 1945)
- 30. April: Lucie Mannheim, deutsch-britische Schauspielerin († 1976)
- 30. April: Olaf Wieghorst, dänisch-US-amerikanischer Maler († 1988)

### Mai
- 01. Mai: Jón Leifs, isländischer Komponist († 1968)
- 01. Mai: Josef Lokvenc, österreichischer Schachspieler († 1974)
- 02. Mai: Kurt Pohle, deutscher Politiker († 1961)
- 03. Mai: Aline MacMahon, US-amerikanische Schauspielerin († 1991)
- 04. Mai: Fritz von Opel, deutscher Industrieller, Raketenpionier und Motorsportler († 1971)
- 08. Mai: Friedrich Hayek, österreichischer Ökonom und Nobelpreisträger († 1992)

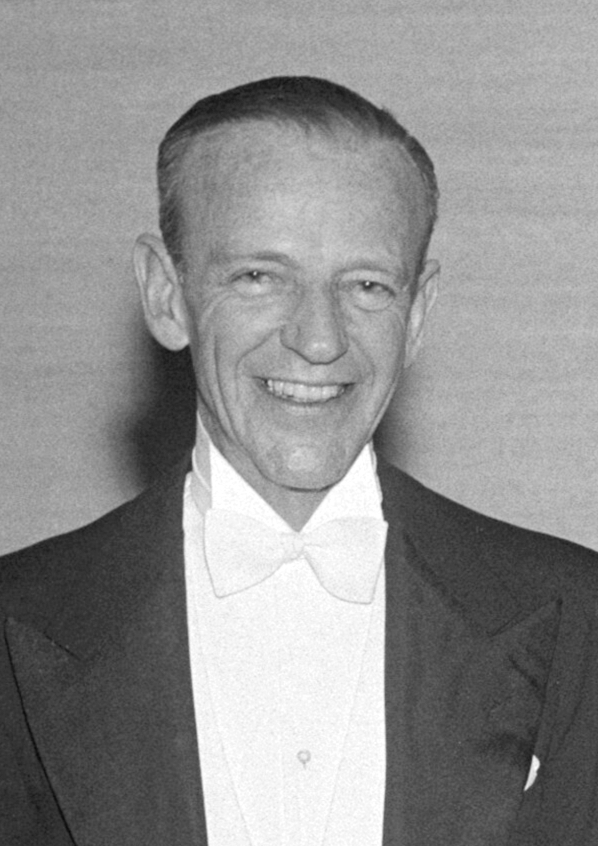
Fred Astaire, 1959

- 10. Mai: Fred Astaire, US-amerikanischer Tänzer, Sänger und Schauspieler († 1987)
- 10. Mai: Karl Hartl, österreichischer Filmregisseur († 1978)
- 10. Mai: Josef Menke, deutscher Politiker (MdB) († 1975)
- 10. Mai: Karl Georg Pfleiderer, deutscher Politiker und Diplomat († 1957)
- 10. Mai: Ernst Rüdiger Starhemberg, österreichischer Politiker († 1956)
- 11. Mai: Curt Courant, deutschamerikanischer Kameramann und Experte für filmtechnische Angelegenheiten († 1968)
- 11. Mai: Sára Salkaházi, ungarische katholische Ordensfrau und Märtyrerin († 1944)
- 12. Mai: Maurice Carême, belgischer Schriftsteller († 1978)
- 13. Mai: Sarah Afonso, portugiesische Malerin († 1983)
- 14. Mai: Pierre Auger, französischer Physiker († 1993)
- 14. Mai: Charlotte Auerbach, deutsch-englische Biologin, Genetikerin und Hochschullehrerin († 1994)
- 15. Mai: Leonard B. Jordan, US-amerikanischer Politiker († 1983)
- 18. Mai: Adelmo Melecci, kanadischer Organist, Komponist und Musikpädagoge († 2004)
- 19. Mai: Roger C. Peace, US-amerikanischer Politiker († 1968)
- 20. Mai: Alexander Deineka, russischer Maler, Grafiker und Plastiker († 1969)
- 21. Mai: Constantin Bobescu, rumänischer Violinist, Komponist, Dirigent und Musikpädagoge († 1992)
- 23. Mai: Josef Aust, deutscher Politiker († 1973)
- 23. Mai: Jeanne Marie Nancy d’Autremont, französische Schachspielerin († 1979)
- 23. Mai: Jeralean Talley, US-amerikanische Supercentenarian († 2015)
- 24. Mai: Heinrich Fassbender, deutscher Politiker († 1971)
- 24. Mai: Suzanne Lenglen, französische Tennisspielerin († 1938)
- 24. Mai: Henri Michaux, französischer Dichter und Maler († 1984)
- 24. Mai: Robert Philipp Nöll von der Nahmer, deutscher Finanzwissenschaftler und Politiker († 1986)
- 24. Mai: Pierre Rey, französischer Automobilrennfahrer († 1966)
- 25. Mai: Boris Artzybasheff, US-amerikanischer Illustrator († 1965)
- 25. Mai: Hans von Helms, deutscher NS-Politiker, SA-Gruppenführer († 1980)
- 27. Mai: Hans Brausewetter, deutscher Film- und Theaterschauspieler († 1945)
- 28. Mai: Bill Stein, US-amerikanischer American-Football-Spieler († 1983)
- 29. Mai: Gebhard Friedrich Amann, österreichischer Politiker († 1979)
- 30. Mai: Irving Thalberg, US-amerikanischer Filmproduzent († 1936)
- 31. Mai: Leonid Leonow, russisch-sowjetischer Schriftsteller († 1994)

### Juni
- 01. Juni: Fritz Nüßlein, deutscher Jagd- und Forstwissenschaftler († 1984)
- 01. Juni: Edward Charles Titchmarsh, englischer Mathematiker († 1963)
- 02. Juni: Herbert Paatz, deutscher Journalist und Kinderbuchautor († 1944)
- 02. Juni: Lotte Reiniger, deutsche Scherenschneiderin, Silhouetten-Animationsfilmerin, Buchillustratorin († 1981)
- 03. Juni: Alfred Adam, deutscher Theologe und Hochschullehrer († 1975)
- 03. Juni: Georg von Békésy, ungarisch-US-amerikanischer Physiker und Physiologe († 1972)
- 03. Juni: Marie Depret, französische Automobilrennfahrerin († ?)
- 03. Juni: Gerhard Desczyk, Funktionär in der DDR und Cheflektor des Union Verlages Berlin († 1983)
- 03. Juni: Herta Claudia Gabriel, deutsche Malerin, Grafikerin und Illustratorin († 1991)
- 03. Juni: Taco Hajo van den Honert, niederländischer Botaniker († 1959)
- 03. Juni: Christian Rubi, Schweizer Lehrer, Heimatforscher und Volkskundler († 1990)
- 04. Juni: Stringer Davis, englischer Schauspieler († 1973)
- 04. Juni: Elsa Muschg, Schweizer Lehrerin und Kinderbuchautorin († 1976)
- 07. Juni: Elizabeth Bowen, britische Schriftstellerin († 1973)
- 08. Juni: Ernst-Robert Grawitz, deutscher Mediziner und Vorsitzender des DRK († 1945)
- 08. Juni: Hans Herter, deutscher Altphilologe († 1984)
- 08. Juni: Maruyama Kaoru, japanischer Schriftsteller († 1974)
- 09. Juni: Robert Sidney Cahn, britischer Chemiker († 1981)
- 10. Juni: Anita Berber, deutsche Tänzerin und Darstellerin († 1928)
- 10. Juni: Stanisław Czaykowski, polnischer Automobilrennfahrer († 1933)
- 10. Juni: Raoul Salan, französischer General († 1984)
- 11. Juni: Kawabata Yasunari, japanischer Schriftsteller und Literaturnobelpreisträger († 1972)
- 11. Juni: Oskar Notz, deutscher Pilot († 1932)
- 12. Juni: Anni Albers, deutsch-US-amerikanische Textilkünstlerin und Grafikerin († 1994)
- 12. Juni: Fritz Albert Lipmann, US-amerikanischer Biochemiker († 1986)
- 13. Juni: Axel Bakunts, armenischer Schriftsteller, Übersetzer und Drehbuchautor († 1937)
- 13. Juni: Carlos Chávez Ramírez, mexikanischer Komponist und Musikpädagoge († 1978)
- 13. Juni: Anton Slodnjak, slowenischer Schriftsteller, Herausgeber, Literaturwissenschaftler und -historiker († 1983)
- 14. Juni: Vasile Aftenie, rumänisch Weihbischof († 1950)
- 15. Juni: Jerwand Kotschar, armenischer Maler und Bildhauer († 1979)
- 15. Juni: Erna Lincke, deutsche Künstlerin († 1986)
- 15. Juni: Gladys Tantaquidgeon, mohikanische Anthropologin, Matriarchin und Medizinfrau († 2005)
- 16. Juni: John L. Sullivan, US-amerikanischer Politiker († 1982)
- 18. Juni: Maria Felchlin, erste praktizierende Ärztin des Kantons Solothurn († 1987)
- 19. Juni: Quin Blackburn, US-amerikanischer Geologe, Geodät, Bergsteiger und Polarforscher († 1981)
- 19. Juni: Rudolf Carl, österreichischer Schauspieler und Komiker († 1987)
- 20. Juni: Jean Moulin, Leiter der französischen Résistance während des Zweiten Weltkriegs († 1943)
- 21. Juni: Pavel Haas, tschechischer Komponist († 1944)
- 21. Juni: Herbert Kensington-Moir, britischer Automobilrennfahrer († 1961)
- 22. Juni: Hedwig Jochmus, deutsche Politikerin und MdB († 1993)
- 22. Juni: Michał Kalecki, polnischer Ökonom († 1970)
- 22. Juni: Hans Zehrer, deutscher Journalist († 1966)
- 23. Juni: Jean Fourquet, französischer Germanist († 2001)
- 23. Juni: Paul-Otto Schmidt, Chefdolmetscher im Auswärtigen Amt († 1970)
- 23. Juni: Gerhard Graf von Schwerin, deutscher Soldat († 1980)
- 23. Juni: Franz Ziegler, deutscher Politiker († 1949)
- 24. Juni: Ludwig Auber, österreichischer Ornithologe († 1974)
- 24. Juni: Bruce Marshall, schottischer Schriftsteller († 1987)
- 25. Juni: Charlotte von Kirschbaum, deutsche Theologin († 1975)
- 25. Juni: Hans Schwippert, deutscher Architekt († 1973)
- 26. Juni: Maria Nikolajewna Romanowa, Tochter von Nikolaus II. von Russland und Alexandra von Hessen-Darmstadt († 1918)
- 27. Juni: Erich Limpach, deutscher Lyriker († 1965)
- 27. Juni: Juan Trippe, US-amerikanischer Unternehmer und Gründer der Pan American World Airways († 1981)
- 28. Juni: Max Ilgner, deutscher Kriegsverbrecher, Vorstandsmitglied der I.G. Farben († 1966)
- 28. Juni: Manfred Näslund, schwedischer Forstwissenschaftler († 1988)
- 30. Juni: Kurt Tackenberg, deutscher Prähistoriker († 1992)
- 30. Juni: František Tomášek, tschechischer Geistlicher, Erzbischof von Prag und Kardinal († 1992)
- 30. Juni: Jean-Marie Plum, belgischer Komponist und Organist.  († 1944)
- 000Juni: Zakī al-Arsūzī, syrischer Lehrer, Philosoph und Politiker († 1968)

### Juli

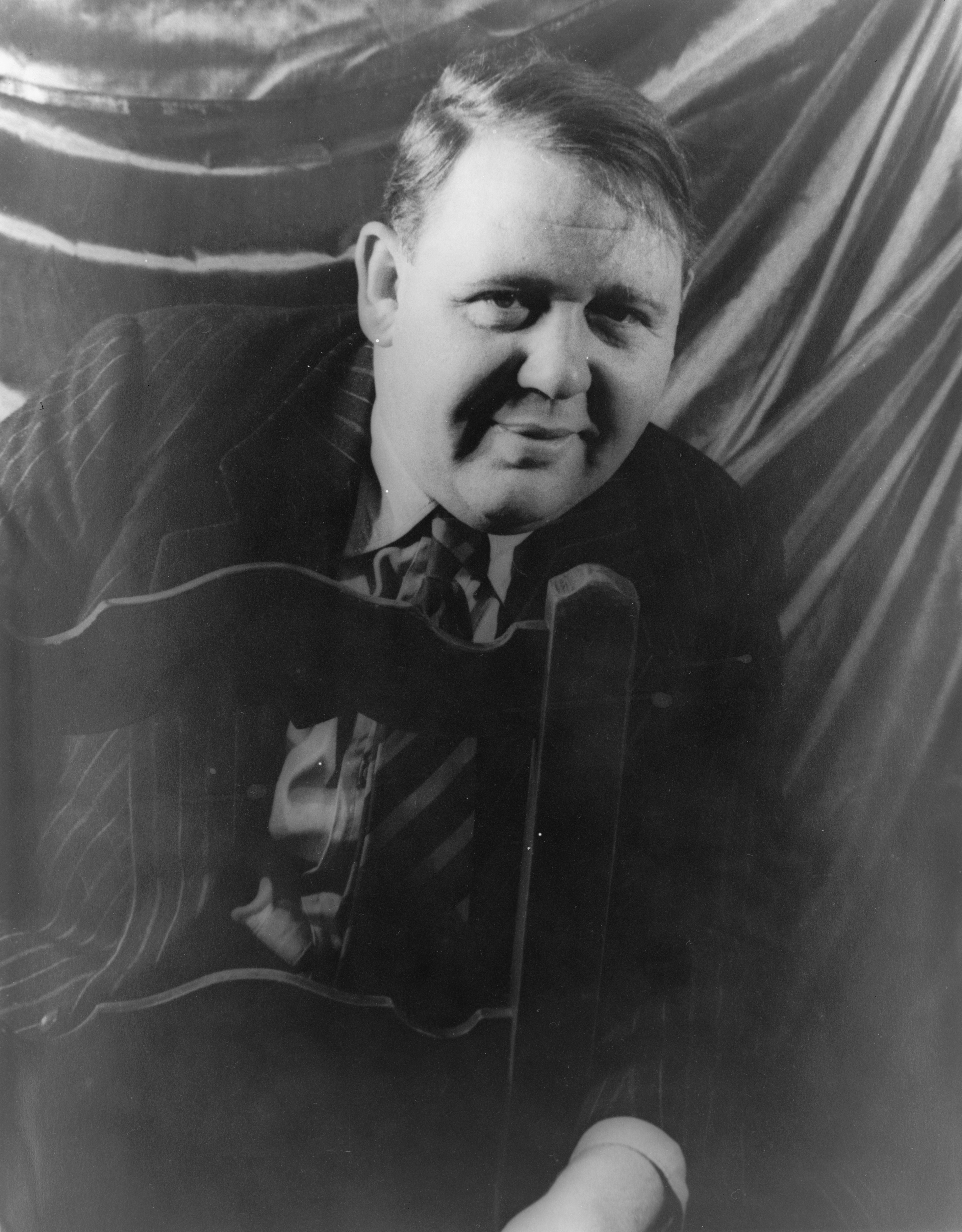
Charles Laughton, 1940

- 01. Juli: Charles Laughton, britischer Filmschauspieler († 1962)
- 01. Juli: Thomas A. Dorsey, US-amerikanischer Blues- und Gospel-Sänger und Pianist († 1993)
- 01. Juli: Konstantinos Tsatsos, griechischer Jurist, Autor und Politiker († 1987)
- 03. Juli: Ernst Fischer, österreichischer Schriftsteller und Kommunist († 1972)
- 03. Juli: Thomas Peter McKeefry, neuseeländischer römisch-katholischer Geistlicher, Erzbischof von Wellington und Kardinal der römisch-katholischen Kirche († 1973)
- 04. Juli: Roy Henderson, schottischer Bariton und Musikpädagoge († 2000)
- 04. Juli: Benjamin Péret, französischer Dichter und Schriftsteller des Surrealismus († 1959)
- 04. Juli: Schaggi Streuli, Schweizer Drehbuchautor, Kabarettist und Dialekt-Schauspieler († 1980)
- 05. Juli: Marcel Arland, französischer Schriftsteller und Literaturkritiker († 1986)
- 05. Juli: Marcel-Auguste Ferréol, französischer Dramatiker und Drehbuchautor († 1974)
- 05. Juli: Domingo Santa Cruz Wilson, chilenischer Komponist und Musikpädagoge († 1987)
- 06. Juli: Konrad Ameln, deutscher Hymnologe und Musikwissenschaftler († 1994)
- 06. Juli: Folke Rogard, schwedischer Schachfunktionär († 1973)
- 06. Juli: Gustav Ucicky, deutscher Filmregisseur, Sohn von Gustav Klimt († 1961)
- 06. Juli: Susannah Mushatt Jones, US-amerikanische Altersrekordlerin († 2016)

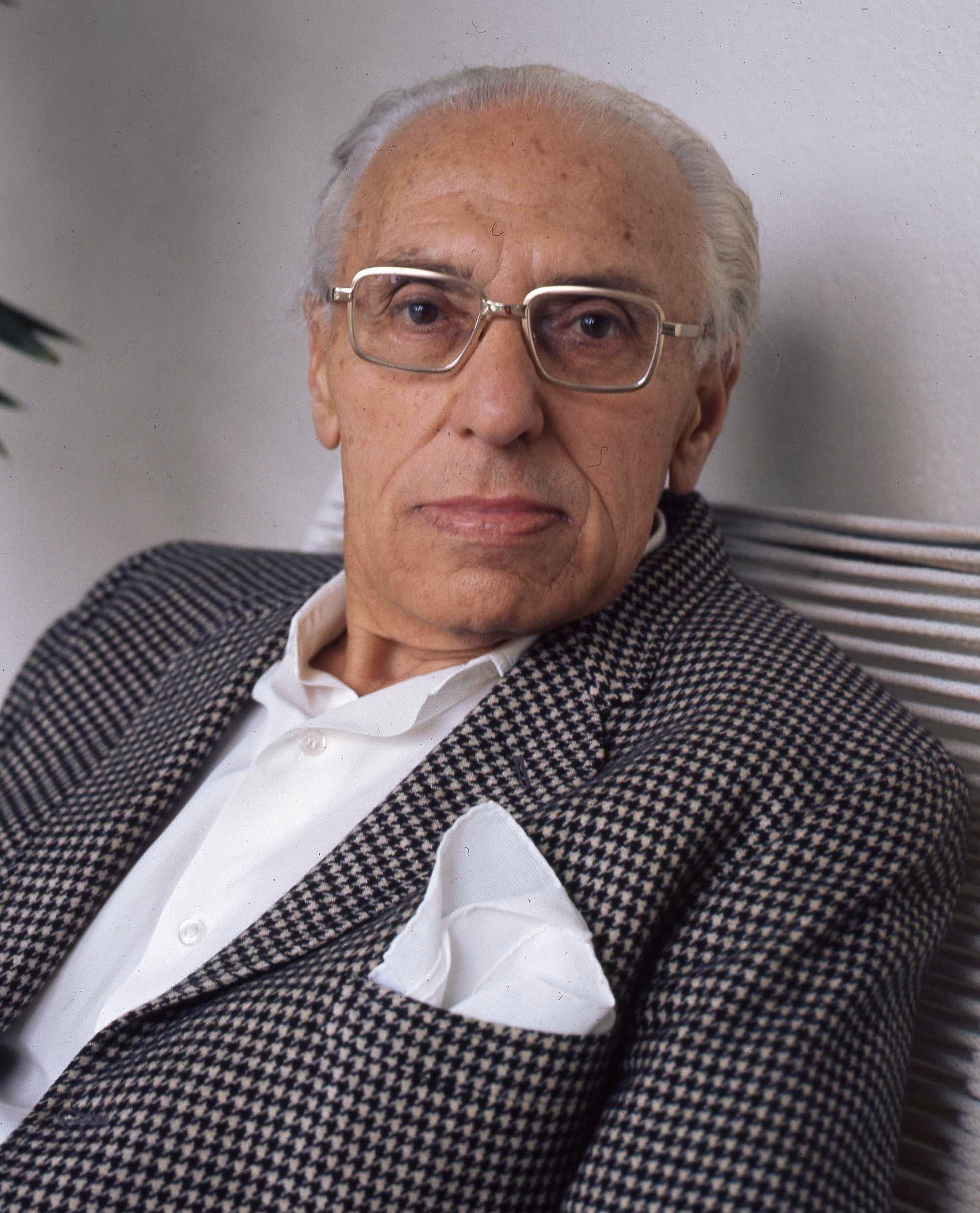
George Cukor, 1973

- 07. Juli: George Cukor, US-amerikanischer Filmregisseur († 1983)
- 08. Juli: Andrzej Osiecimski-Czapski, polnischer Ruderer und Eishockeyspieler († 1976)
- 09. Juli: Marion Ashmore, US-amerikanischer American-Football-Spieler († 1948)
- 10. Juli: Hugh Eaton, britischer Automobilrennfahrer († 1988)
- 11. Juli: François Ayoub, syrischer Erzbischof († 1966)
- 11. Juli: Margot von Gans, deutsche Luftfahrtpionierin und Automobilrennfahrerin († 1986)
- 11. Juli: Wilfrid Israel, Philanthrop und Geschäftsmann († 1943)
- 11. Juli: Elwyn Brooks White, US-amerikanischer Autor und Komiker († 1985)
- 11. Juli: Léon Vleurinck, belgischer Ruderer († 1982)
- 14. Juli: Gregory Breit, US-amerikanischer Physiker († 1981)
- 14. Juli: Odette Siko, französische Automobilrennfahrerin († 1984)
- 15. Juli: Remzi Oğuz Arık, türkischer Archäologe und Politiker († 1954)
- 15. Juli: Hugo Decker, deutscher Politiker († 1985)
- 17. Juli: James Cagney, US-amerikanischer Filmschauspieler († 1986)
- 18. Juli: Grete Hinterhofer, österreichische Pianistin, Musikpädagogin und Komponistin († 1985)
- 21. Juli: Hart Crane, US-amerikanischer Dichter († 1932)

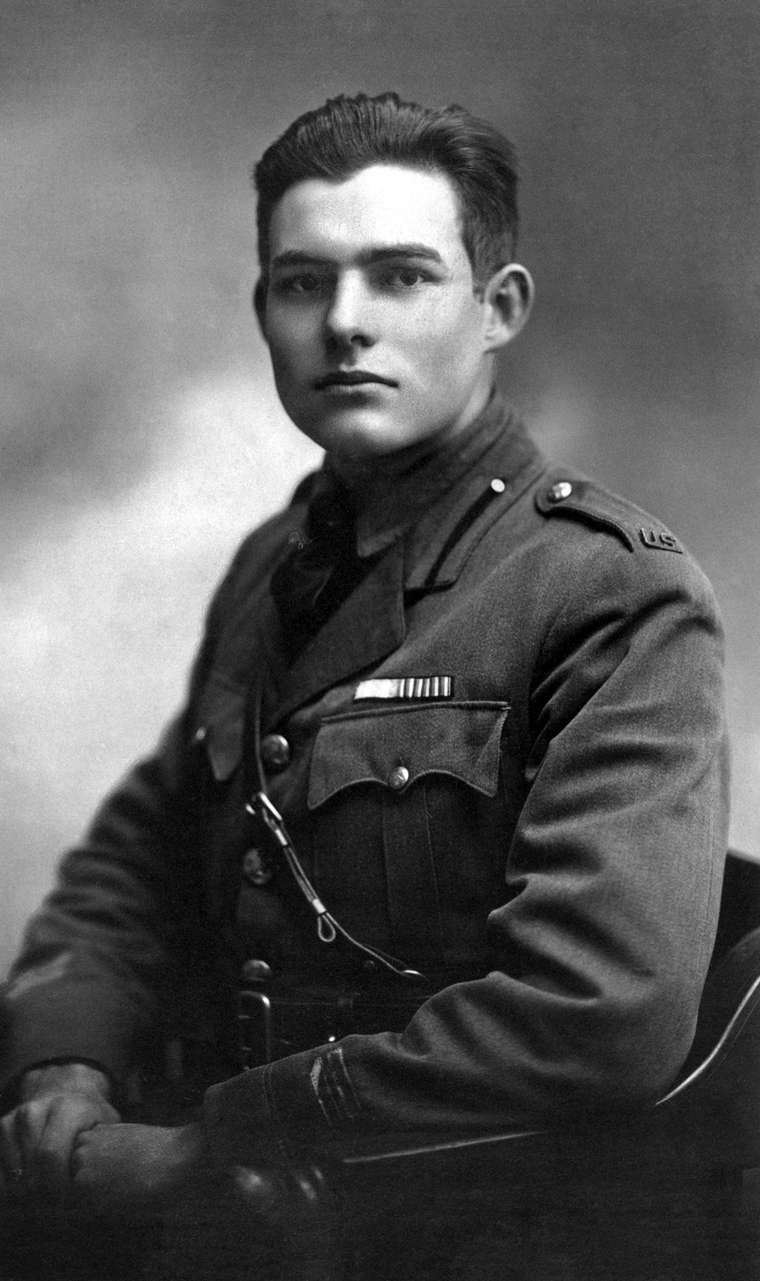
Ernest Hemingway, 1918

- 21. Juli: Ernest Hemingway, US-amerikanischer Schriftsteller († 1961)
- 21. Juli: Ralph Staub, US-amerikanischer Produzent von Kurzfilmen († 1969)
- 21. Juli: Alfred Treibs, deutscher Ingenieur und Geochemiker († 1983)
- 22. Juli: Sobhuza II., König von Swasiland († 1982)
- 22. Juli: Wolfgang Metzger, deutscher Psychologe und Gestalttheoretiker († 1979)

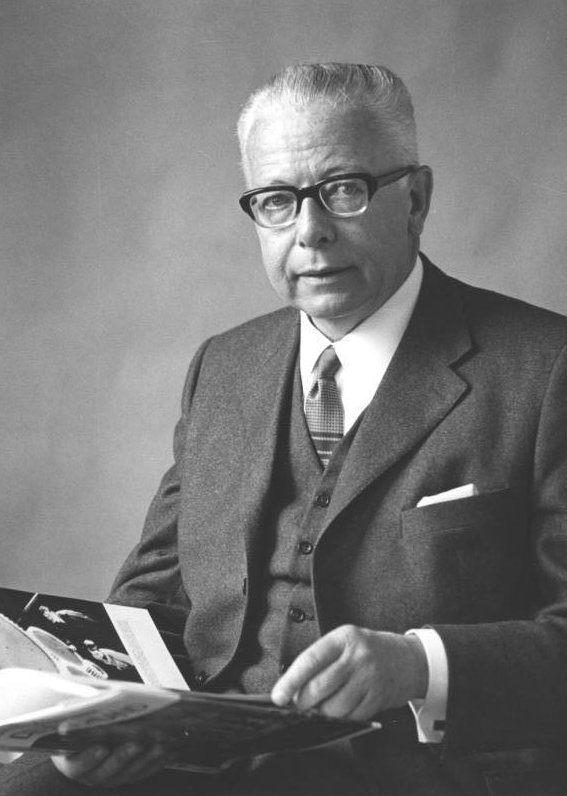
Gustav Heinemann, 1969

- 23. Juli: Gustav Heinemann, deutscher Politiker, Bundespräsident der BRD († 1976)
- 25. Juli: Henry Holst, dänischer Geiger und Musikpädagoge († 1991)
- 26. Juli: Eduard Wandrey, deutscher Schauspieler († 1974)
- 26. Juli: Hermann Josef Wehrle, deutscher katholischer Priester und Widerstandskämpfer († 1944)
- 27. Juli: Harl McDonald, US-amerikanischer Komponist († 1955)
- 27. Juli: Charles Vidor, US-amerikanischer Regisseur († 1959)
- 28. Juli: Hans Adler, deutscher Betriebswirt († 1966)
- 30. Juli: August Eichhorn, deutscher Musiker und Professor († 1980)
- 30. Juli: Gerald Moore, britischer Pianist und Liedbegleiter († 1987)

### August
- 01. August: Jimmie Angel, US-amerikanischer Buschpilot († 1956)
- 01. August: Alwin Aßmann, österreichischer Politiker († 1984)
- 01. August: Raymond Mays, britischer Automobilrennfahrer und Unternehmer († 1980)
- 02. August: Ove Andersen, finnischer Hindernisläufer († 1967)
- 02. August: Paul Eugen Sieg, deutscher Physiker und Schriftsteller († 1950)
- 03. August: Louis Chiron, monegassischer Automobilrennfahrer († 1979)
- 03. August: Hermann Engel, deutscher Politiker (SPD) und MdBB († 1975)
- 03. August: Marie-Louise von Rogister, deutsche Künstlerin († 1991)
- 04. August: Walter Rafelsberger, NSDAP-Gauwirtschaftsberater von Wien, SS-Oberführer († 1989)
- 05. August: Mart Stam, niederländischer Architekt und Designer († 1986)
- 07. August: August Anhalt, deutscher Maler, Zeichner und Grafiker († 1975)
- 07. August: Alfred Jurke, deutscher Widerstandskämpfer gegen den Nationalsozialismus († 1942)
- 08. August: Frank Hanson, kanadischer Musikpädagoge und Komponist († 1975)

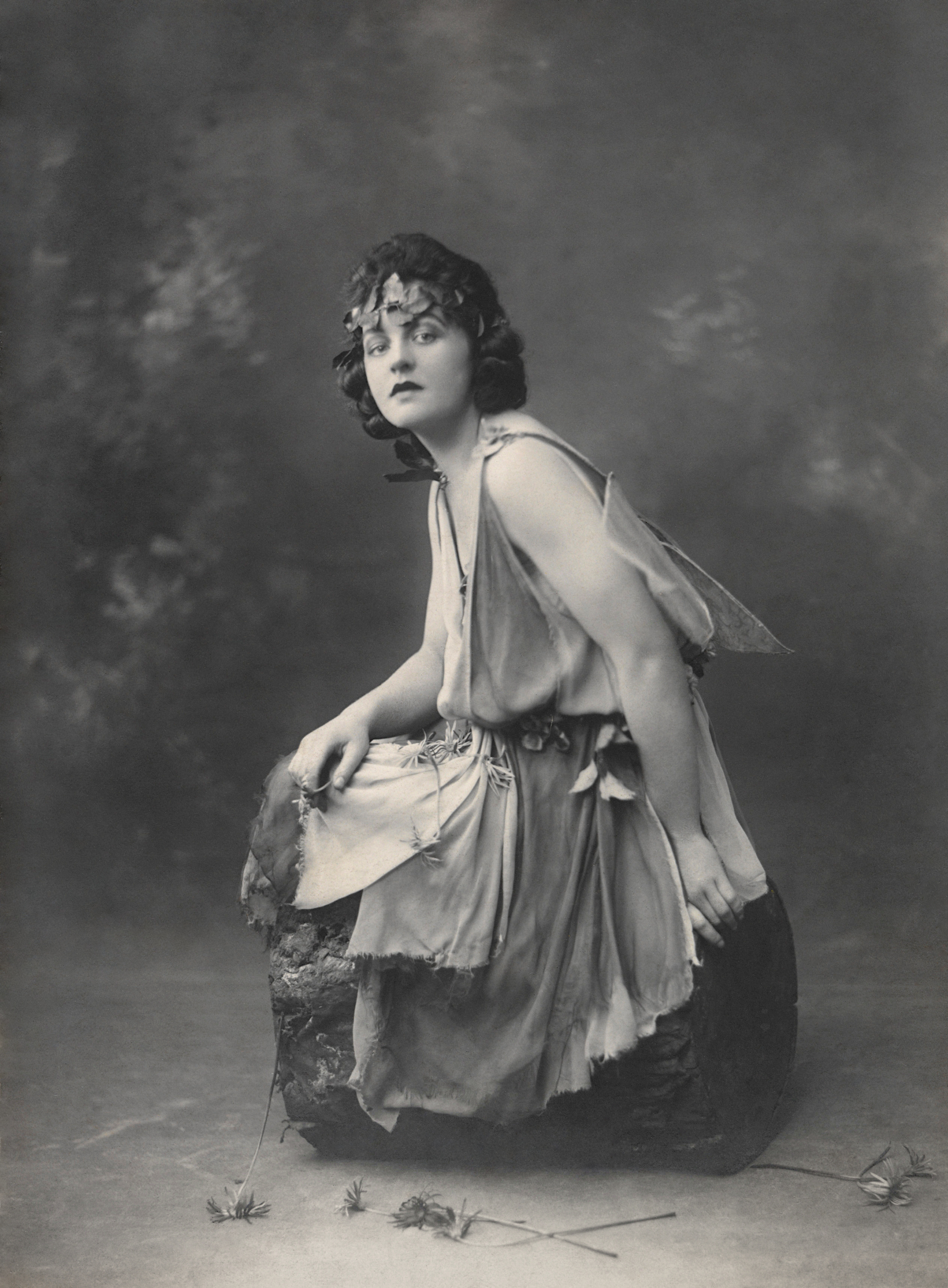
P. L. Travers, ca. 1924

- 09. August: P. L. Travers, australische Schriftstellerin (Mary Poppins) († 1996)
- 11. August: Kaj Andersen, dänischer Badmintonspieler und Leichtathlet
- 11. August: Jindřich Štyrský, tschechischer Maler, Photograph, Grafiker, Dichter, Vertreter des Surrealismus und Kunsttheoretiker († 1942)
- 12. August: Peter Altmeier, deutscher Politiker und Ministerpräsident von Rheinland-Pfalz († 1977)
- 12. August: Eduard Andorfer, österreichischer Kunsthistoriker († 1973)
- 12. August: Alfred Kantorowicz, deutsch-jüdischer Schriftsteller († 1979)
- 12. August: Fernand Pousse, französischer Automobilrennfahrer († 1988)
- 12. August: Thea Rasche, deutsche Journalistin († 1971)
- 12. August: Zoltán Török, ungarischer Ruderer († 1970)

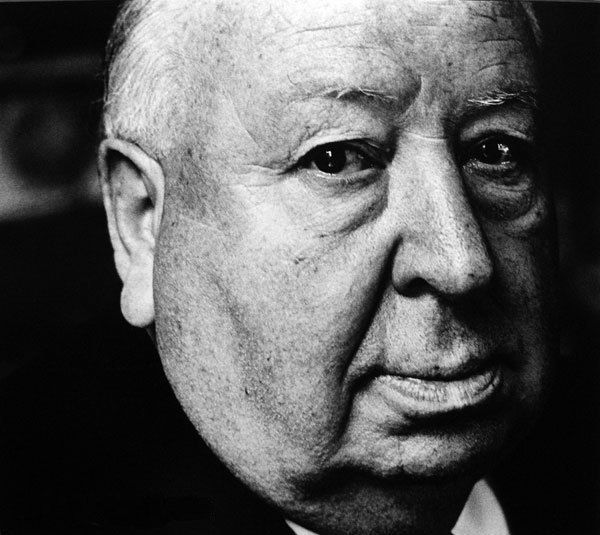
Alfred Hitchcock

- 13. August: Jacques de Francony, französischer Flieger und Automobilrennfahrer († 1942)
- 13. August: Alfred Hitchcock, englischer Filmregisseur und Produzent († 1980)
- 14. August: Margarete Gröwel, deutsche Politikerin († 1979)
- 14. August: Fritz Schwarz, deutscher Bobfahrer († 1961)
- 16. August: Dewey Scanlon, US-amerikanischer American-Football-Trainer († 1944)
- 18. August: Pietro Belluschi, US-amerikanischer Architekt († 1994)
- 20. August: Johannes Lilje, deutscher Theologe, Kunsthistoriker und Landesbischof († 1977)
- 21. August: Lewis Lyne, britischer Offizier († 1970)
- 23. August: Albert Claude, belgischer Mediziner und Nobelpreisträger († 1983)
- 24. August: Ferhat Abbas, algerischer Politiker († 1985)
- 24. August: Giuseppe Amato, italienischer Filmproduzent und -regisseur († 1964)
- 24. August: Johan Fabricius, niederländischer Schriftsteller, Illustrator, Journalist und Abenteurer († 1981)
- 24. August: Jorge Luis Borges, argentinischer Schriftsteller († 1986)
- 24. August: Ruth Schaumann, deutsche Schriftstellerin († 1975)
- 25. August: Guy Butler, britischer Leichtathlet und Olympiasieger († 1981)
- 26. August: Rufino Tamayo, mexikanischer Maler († 1991)
- 26. August: Wolfgang Krull, deutscher Mathematiker, Algebraiker († 1971)
- 27. August: Anselme Brusa, italienisch-französischer Ruderer und Turner († 1969)
- 27. August: Cecil Scott Forester, englischer Schriftsteller und Journalist († 1966)
- 27. August: Byron Foulger, US-amerikanischer Schauspieler († 1970)
- 27. August: Eduardo Torroja Miret, spanischer Bauingenieur und Architekt († 1961)
- 27. August: Hans Wilhelmi, deutscher Politiker († 1970)
- 27. August: Michl Ehbauer, deutscher (bayerischer) Mundartdichter († 1964)
- 28. August: Charles Boyer, französischer Schauspieler († 1978)
- 30. August: Ray Arcel, US-amerikanischer Boxtrainer († 1994)
- 31. August: Albert Akst, US-amerikanischer Musiker und Filmeditor († 1958)
- 31. August: Aleksander Antson, estnischer Schriftsteller († 1945)
- 31. August: Walter Müller von Kulm, Schweizer Komponist und Musikpädagoge († 1967)

### September
- 01. September: Lotte Friese-Korn, deutsche Politikerin († 1963)
- 02. September: Clemens Scheitz, deutscher Musiker und Schauspieler († 1980)
- 03. September: Frank MacFarlane Burnet, australischer Mediziner († 1985)
- 04. September: Edmond Mouche, französischer Automobilrennfahrer († 1989)
- 05. September: Helen Creighton, kanadische Musikethnologin und Volksliedsammlerin († 1989)
- 05. September: Wilhelm Mellies, deutscher Politiker († 1958)
- 05. September: Georg Leibbrandt, deutscher Politiker († 1982)
- 06. September: Athanasios Toutoungi, syrischer Erzbischof († 1981)
- 06. September: Emídio Guerreiro, portugiesischer Freiheitskämpfer († 2005)
- 07. September: Emilio de la Forest de Divonne, italienischer Jurist, Politiker und Sportfunktionär († 1961)
- 07. September: Wladimir Konstantinowitsch Gribowski, sowjetischer Pilot und Flugzeugkonstrukteur († 1977)
- 07. September: Isidore Soucy, kanadischer Fiddlespieler und Komponist († 1963)
- 08. September: Bernd von Arnim, deutscher Slawist († 1946)
- 09. September: Theodora Mead Abel, US-amerikanische Psychologin († 1998)
- 09. September: C. R. Smith, US-amerikanischer Handelsminister († 1990)
- 11. September: Jimmie Davis, US-amerikanischer Country-Sänger und Gouverneur von Louisiana († 2000)
- 12. September: Fritz Löffler, deutscher Kunsthistoriker und Literaturwissenschaftler († 1988)
- 13. September: Bolko von Richthofen, deutscher Prähistoriker († 1983)
- 13. September: Anton Levien Constandse, niederländischer Autor, Redakteur, Herausgeber, Freidenker († 1985)
- 14. September: Josef Meisinger, deutscher Oberst der Polizei, SS-Standartenführer und Kriegsverbrecher († 1947)
- 16. September: Hans Swarowsky, österreichischer Dirigent und Professor († 1975)
- 18. September: Alfred Frenzel, deutscher Politiker († 1968)
- 18. September: Ida Kamińska, polnisch-jüdische Schauspielerin († 1980)
- 20. September: Bruno d’Harcourt, französischer Automobilrennfahrer († 1930)
- 20. September: Leo Strauss, deutsch-amerikanischer Philosoph († 1973)
- 21. September: Juliusz Schauder, polnischer Mathematiker († 1943)

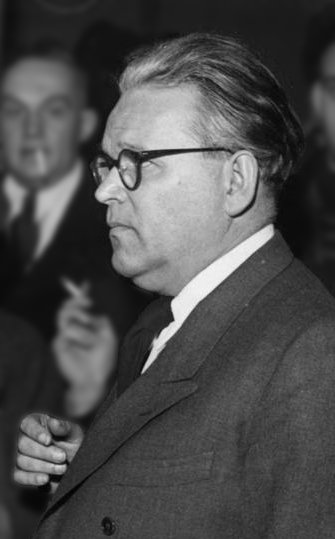
Veit Harlan, 1949

- 22. September: Veit Harlan, deutscher Schauspieler und Regisseur († 1964)
- 23. September: Tom C. Clark, US-amerikanischer Politiker († 1977)
- 23. September: Odd Grüner-Hegge, norwegischer Komponist, Dirigent und Pianist († 1973)
- 23. September: Hans-Detlef Herhudt von Rohden, deutscher Generalmajor († 1951)
- 23. September: Karl Hentschel, deutscher General († 1956)
- 23. September: Wilhelm Nauhaus, deutscher Buchbinder, Künstler, Archivar und Publizist († 1979)
- 23. September: Louise Nevelson, US-amerikanische Bildhauerin († 1988)
- 24. September: Jovan Bandur, kroatischer Komponist († 1956)
- 24. September: Eduardo Hernández Moncada, mexikanischer Komponist, Pianist und Dirigent († 1995)
- 24. September: Steve Passeur, französischer Dramatiker und Drehbuchautor († 1966)
- 25. September: Archimede Rosa, italienischer Automobilrennfahrer († 1953)
- 25. September: Corneliu Zelea Codreanu, rumänischer Nationalist und Führer der Eisernen Garde († 1938)
- 26. September: Charles Arthur Anderson, US-amerikanischer Politiker († 1977)
- 26. September: Alfred Johann Maria Anton Rupert Prinz Auersperg, österreichischer Psychiater († 1968)
- 26. September: William L. Dawson, US-amerikanischer Komponist, Chorleiter und Musikpädagoge († 1990)
- 26. September: Irena Dubiska, polnische Geigerin und Musikpädagogin († 1989)
- 27. September: Antoinette Giroux, kanadische Schauspielerin († 1978)
- 27. September: Luigi Picchi, italienischer Organist, Komponist und Musikpädagoge († 1970)
- 27. September: Dmitri Ludwigowitsch Tomaschewitsch, sowjetischer Flugzeugkonstrukteur († 1974)
- 28. September: Achille Campanile, italienischer Journalist und Theaterautor († 1977)
- 29. September: Frédéric Auckenthaler, schweizerischer Eishockeyspieler († 1946)
- 29. September: Fritz Selbmann, Schriftsteller und Parteifunktionär in der DDR († 1975)
- 29. September: Herbert Firl, deutscher Widerstandskämpfer gegen das NS-Regime († 1941)
- 29. September: László József Bíró, ungarischer Erfinder (Kugelschreiber) († 1985)
- 29. September: Robert Gilbert, deutscher Komponist, Textdichter, Sänger und Schauspieler († 1978)
- 30. September: Peter Kuhlen, deutscher Mitbegründer der apostolischen Gemeinschaft († 1986)

### Oktober
- 01. Oktober: Joseph Guillemot, französischer Leichtathlet und Olympiasieger († 1975)
- 03. Oktober: Adrien Arcand, kanadischer Journalist und Faschist († 1967)
- 03. Oktober: Louis Hjelmslev, dänischer Sprachwissenschaftler († 1965)
- 03. Oktober: Giovanni Maria Cornaggia Medici, italienischer Adeliger, Jurist, Politiker und Automobilrennfahrer († 1979)
- 03. Oktober: Artur da Costa e Silva, Präsident von Brasilien während der Militärdiktatur († 1969)
- 03. Oktober: Konstantin Waginow, russischer Dichter († 1934)

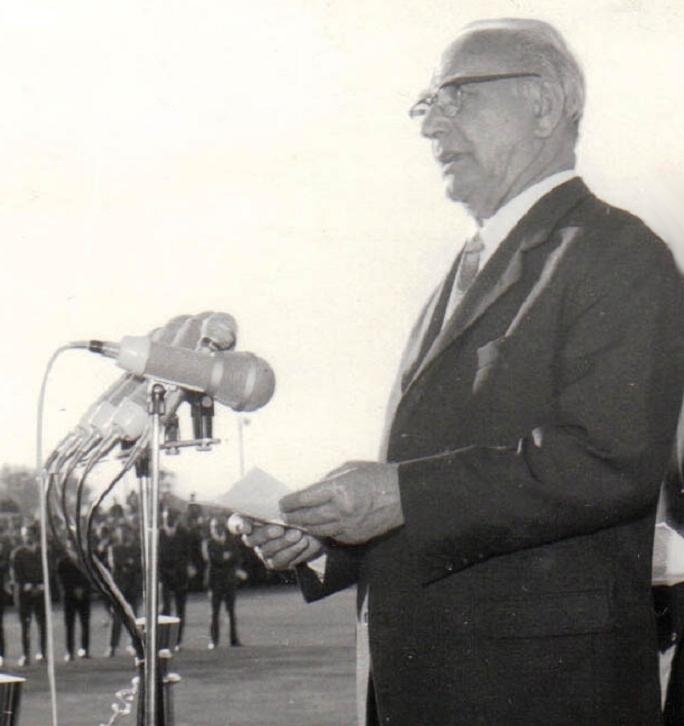
Franz Jonas, 1969

- 04. Oktober: Franz Jonas, Wiener Bürgermeister und österreichischer Bundespräsident († 1974)
- 05. Oktober: Hans Achinger, deutscher Nationalökonom und Sozialwissenschaftler († 1981)
- 05. Oktober: Georges Bidault, französischer Résistancekämpfer und Politiker († 1983)
- 05. Oktober: Adolf Jentzen, deutscher Widerstandskämpfer († 1943)
- 05. Oktober: Little Hat Jones, US-amerikanischer Bluesmusiker († 1981)
- 07. Oktober: Antoinette Roberte Sophie Wilhelmine von Nassau-Weilburg, bayerische Kronprinzessin († 1954)
- 10. Oktober: Wilhelm Röpke, deutscher Nationalökonom († 1966)
- 11. Oktober: Amédé Barth, Schweizer Maler und Zeichner († 1926)
- 11. Oktober: Pierre Bussienne, französischer Automobilrennfahrer († 1973)
- 12. Oktober: Josef Eichner, deutscher Politiker und MdB († 1979)
- 13. Oktober: Piero Dusio, italienischer Fußballspieler und -funktionär, Automobilrennfahrer und Geschäftsmann († 1975)
- 13. Oktober: Willo Welzenbach, deutscher Bergsteiger († 1934)
- 15. Oktober: Adolf Brudes, deutscher Motorrad- und Automobilrennfahrer († 1986)
- 17. Oktober: Robert Kempner, deutscher Rechtsanwalt und Ankläger in den Nürnberger Prozessen († 1993)
- 18. Oktober: Hans Münstermann, deutscher Ökonom († 1986)
- 18. Oktober: Erwin Schoettle, deutscher Politiker, MdB, SPD-Landesvorsitzender († 1976)
- 19. Oktober: Miguel Ángel Asturias, guatemaltekischer Schriftsteller, Diplomat, Nobelpreisträger († 1974)
- 19. Oktober: Sidonie Goossens, britische Harfen-Virtuosin († 2004)
- 20. Oktober: Marnix Gijsen, flämischer Schriftsteller († 1984)
- 20. Oktober: Gaston Mottet, französischer Automobilrennfahrer († 1973)
- 22. Oktober: Otto Krayer, deutscher Pharmakologe und Toxikologe († 1982)
- 24. Oktober: Philippe Kieffer, französischer Offizier († 1962)
- 25. Oktober: Alfred Quellmalz, deutscher Musikwissenschaftler († 1979)
- 26. Oktober: Lucien Brouha, belgischer Ruderer und Sportphysiologe († 1968)
- 27. Oktober: Bill Springsteen, US-amerikanischer American-Football-Spieler († 1985)
- 28. Oktober: Hilding Hagberg, schwedischer Politiker († 1993)
- 30. Oktober: Tomoda Kyōsuke, japanischer Schauspieler († 1937)
- 31. Oktober: Busso Thoma, deutscher Kaufmann, als Mitwisser der Attentatspläne zum 20. Juli hingerichtet († 1945)

### November
- 01. November: Marco Bontá, chilenischer Maler († 1974)
- 02. November: Peter Aufschnaiter, österreichischer Bergsteiger, Entwicklungshelfer († 1973)
- 02. November: Samuel Isenegger, Schweizer Schachproblemkomponist († 1964)
- 03. November: Ralph Bates, britischer Schriftsteller († 2000)
- 04. November: Blandine Ebinger, deutsche Schauspielerin und Chansonniere († 1993)
- 04. November: Bernhard Rogge, deutscher Marineoffizier († 1982)
- 04. November: Jóhannes úr Kötlum, isländischer Schriftsteller († 1972)
- 04. November: Nicolas Frantz, luxemburgischer Radrennfahrer († 1985)
- 04. November: Paul Nicolas, französischer Fußballspieler († 1959)
- 09. November: Mezz Mezzrow, US-amerikanischer Jazz-Sopransaxophonist und Klarinettist († 1972)
- 10. November: Greta Knutson, schwedische Künstlerin († 1983)
- 10. November: Gyula Pap, ungarischer Maler, Lithograph, Silberschmied, Designer, Lehrer und Bauhausschüler. († 1983)
- 11. November: Pat O’Brien, US-amerikanischer Filmschauspieler († 1983)
- 11. November: Williston B. Palmer, US-amerikanischer Offizier, General der US Army († 1973)
- 12. November: Hildegard Bleyler, deutsche Politikerin und MdB († 1984)
- 12. November: Martín Cárdenas, bolivianischer Botaniker († 1973)
- 17. November: Roger Vitrac, französischer Dramatiker und Surrealist († 1952)
- 19. November: Andrija Artuković, kroatischer Politiker († 1988)
- 19. November: Abu l-Qasim al-Choei, persischer Großajatollah († 1992)
- 21. November: Takeharu Asō, japanischer Bergsteiger, Nordischer Skisportler und Leichtathlet († 1993)
- 22. November: Hoagy Carmichael, US-amerikanischer Komponist, Pianist, Schauspieler und Sänger († 1981)
- 22. November: Alex Moore, US-amerikanischer Sänger und Klavierspieler († 1989)
- 24. November: Jan Adam Maklakiewicz, polnischer Komponist († 1954)
- 25. November: Fouad Ammoun, libanesischer Jurist und Diplomat († 1977)
- 26. November: Walter Gerwig, deutscher Musiker († 1966)
- 26. November: Bruno Richard Hauptmann, deutscher Mörder († 1936)
- 29. November: Arvid Kleven, norwegischer Komponist († 1929)
- 29. November: István Szendeffy, ungarischer Ruderer († 1985)

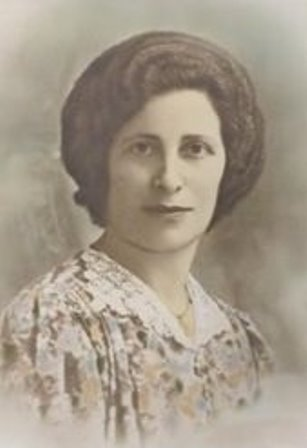
Emma Morano im Alter von 30 Jahren

- 29. November: Emma Morano, italienische Altersrekordlerin († 2017)
- 30. November: Hans Krása, tschechisch-deutscher Komponist († 1944)

### Dezember
- 02. Dezember: Peter Herman Adler, tschechisch-US-amerikanischer Dirigent († 1990)
- 04. Dezember: Elfriede Lohse-Wächtler, deutsche Malerin († 1940)
- 04. Dezember: Friedo Lampe, deutscher Schriftsteller († 1945)
- 05. Dezember: Bolesław Woytowicz, polnischer Komponist, Pianist und Musikpädagoge († 1980)
- 06. Dezember: Charles Peaker, kanadischer Organist, Chorleiter und Musikpädagoge († 1978)
- 08. Dezember: Maria Viktoria Josepha Mathilde Jacqueline Reichsgräfin von Attems-Heiligenkreuz, österreichische Gastronomin († 1983)
- 09. Dezember: Léonie Fuller Adams, US-amerikanische Dichterin († 1988)
- 09. Dezember: Frank Wisbar, deutscher Regisseur, Produzent und Drehbuchautor († 1967)
- 10. Dezember: Bert Gunther, niederländischer Ruderer († 1968)
- 11. Dezember: Theodor Joedicke, deutscher Generalstabsarzt († 1996)
- 14. Dezember: DeFord Bailey, US-amerikanischer Countrymusiker († 1982)
- 14. Dezember: Walter Hulverscheidt, deutscher Forstmann und Autor († 1989)
- 15. Dezember: Alfred Ahrens, deutscher Politiker († 1959)
- 15. Dezember: Harold Abrahams, britischer Leichtathlet († 1978)
- 16. Dezember: Hans Barion, deutscher katholischer Kirchenrechtler († 1973)
- 16. Dezember: Noël Coward, englischer Schauspieler, Schriftsteller und Komponist († 1973)
- 16. Dezember: Paul Heuäcker, deutscher Schachproblem- und Studienkomponist († 1969)
- 16. Dezember: Hans Korte, deutscher Generalmajor († 1990)
- 16. Dezember: Kate Kühl, deutsche Kabarettistin († 1970)
- 16. Dezember: Anders Pedersen, dänischer Boxer († 1966)
- 16. Dezember: Aleksander Zawadzki, polnischer kommunistischer Politiker († 1964)
- 17. Dezember: Paul Minick, US-amerikanischer American-Football-Spieler († 1978)
- 17. Dezember: Friedrich Salomon Rothschild, deutsch-jüdischer Neurologe und Psychoanalytiker († 1995)
- 18. Dezember: Karl Abt, deutscher Maler († 1985)
- 18. Dezember: Walther Hans Reinboth, deutscher Maler und Dichter († 1990)
- 19. Dezember: Barbette, US-amerikanischer Trapezkünstler († 1973)
- 20. Dezember: Katharina Christine Augenstein, deutsche Fotografin († 1981)
- 20. Dezember: Hermann Claasen, deutscher Fotograf († 1987)
- 20. Dezember: Finn Ronne, norwegisch-amerikanischer Polarforscher († 1980)
- 21. Dezember: Gilbert Colgate, US-amerikanischer Bobsportler († 1965)
- 21. Dezember: Juliana von Stockhausen, deutsche Schriftstellerin († 1998)

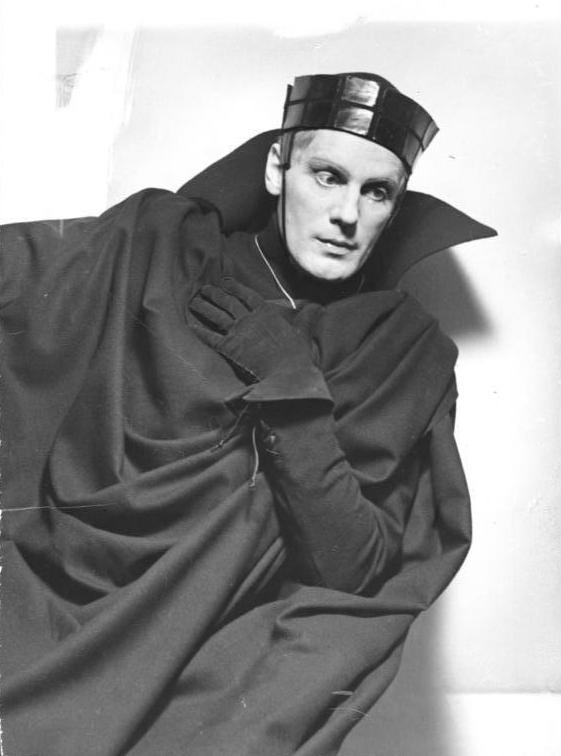
Gustaf Gründgens, 1936

- 22. Dezember: Gustaf Gründgens, deutscher Schauspieler, Regisseur und Intendant († 1963)
- 23. Dezember: Andreas Nielsen, deutscher Generalleutnant († 1957)
- 23. Dezember: Elisabeth Schnack, Schweizer Schriftstellerin († 1992)
- 24. Dezember: Eugeniusz Arct, polnischer Maler und Hochschullehrer († 1974)
- 24. Dezember: Carl Troll, deutscher Geograph, Bruder von Wilhelm Troll († 1975)

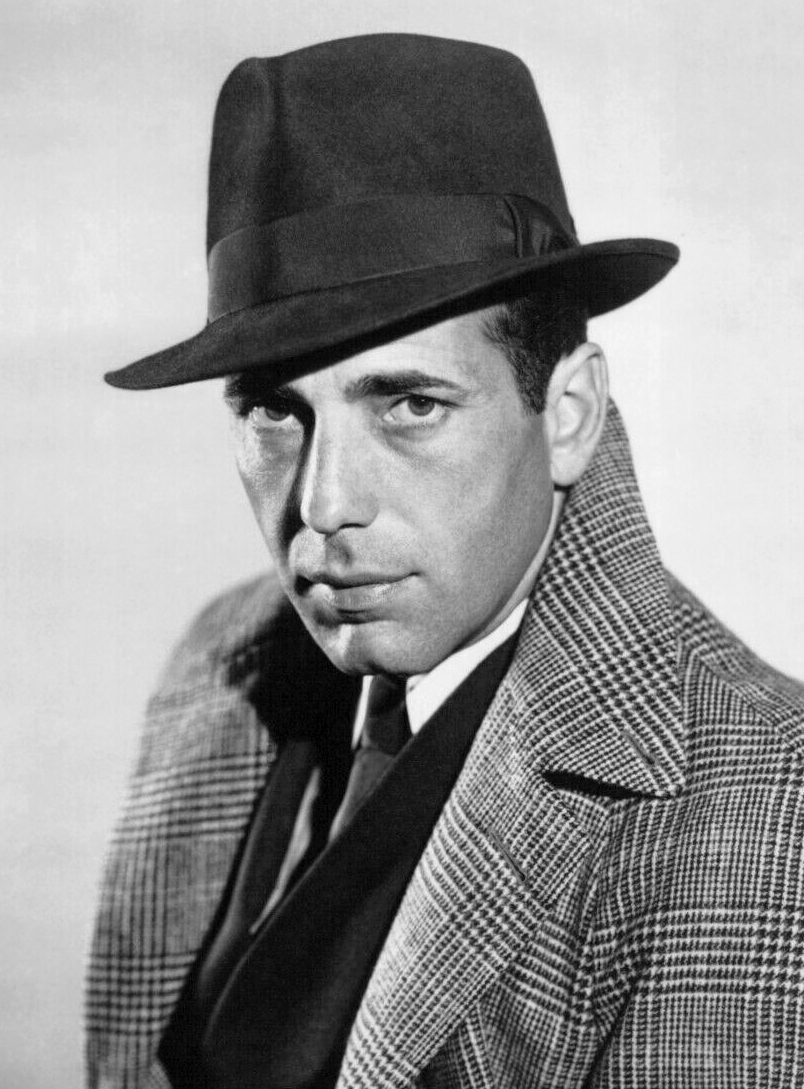
Humphrey Bogart

- 25. Dezember: Humphrey Bogart, US-amerikanischer Filmschauspieler († 1957)
- 25. Dezember: Roger Hellot, französischer Automobilrennfahrer († 1968)
- 25. Dezember: Ozaki Kazuo, japanischer Schriftsteller († 1983)
- 26. Dezember: Paul Arnsberg, deutsch Historiker, Journalist, Schriftsteller und Verleger († 1978)
- 27. Dezember: Walther Kolbe, deutscher Politiker († 1953)
- 27. Dezember: Christian Charier, französischer Automobilrennfahrer († 1985)
- 27. Dezember: Lasgush Poradeci, albanischer Dichter († 1987)
- 28. Dezember: Eugeniusz Bodo, polnischer Schauspieler, Filmregisseur und -produzent († 1943)
- 30. Dezember: Walter Hollstein, deutscher Fußballtrainer († 1977)
- 30. Dezember: Helge Ingstad, norwegischer Archäologe, Schriftsteller und Abenteurer († 2001)
- 31. Dezember: Silvestre Revueltas, mexikanischer Komponist († 1940)

### Genaues Geburtsdatum unbekannt
- Gabriel María Gregorio del Carmen Lucio Argüelles, mexikanischer Lehrer und Botschafter († 1981)
- Sünuhi Arsan, türkischer Jurist († 1970)
- Victor Brault, kanadischer Sänger, Chordirigent und Musikpädagoge († 1963)
- Abdollah Davami, iranischer Sänger († 1980)
- André Durieux, kanadischer Geiger, Dirigent und Musikpädagoge († 1951)
- Pietro Ghersi, italienischer Automobil- und Motorradrennfahrer († 1972)
- Maude Hutchins, US-amerikanische Schriftstellerin († 1991)
- Al Plunkett, kanadischer Sänger († 1957)
- Ermenegildo Strazza, italienischer Automobilrennfahrer († 1965)
- Michail Stroilow, sowjetischer Ingenieur der Montanindustrie († 1941)

## Gestorben

### Januar bis März
- 05. Januar: Albert Schultz-Lupitz, deutscher Gutsbesitzer und Agrarwissenschaftler (* 1831)
- 09. Januar: Arthur A. Denny, US-amerikanischer Politiker (* 1822)
- 15. Januar: Serafino Dubois, italienischer Schachmeister (* 1817)
- 20. Januar: Job Adams Cooper, US-amerikanischer Politiker (* 1843)
- 21. Januar: Michail Nikolajewitsch Annenkow, russischer General (* 1835)
- 23. Januar: Romualdo Pacheco, US-amerikanischer Politiker (* 1831)
- 24. Januar: Christian Friele, norwegischer Redakteur (* 1821)
- 25. Januar: Adolphe d’Ennery, französischer Schriftsteller (* 1811)
- 26. Januar: Augustus Hill Garland, US-amerikanischer Politiker (* 1832)
- 28. Januar: James H. Slater, US-amerikanischer Politiker (* 1826)

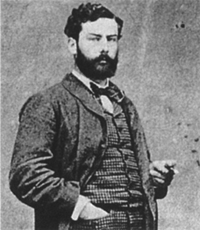
Alfred Sisley

- 29. Januar: Alfred Sisley, französischer Maler des Impressionismus (* 1839)
- 02. Februar: Cherubino Patà, Schweizer Landschafts- und Porträtmaler (* 1827)
- 03. Februar: Geert Adriaans Boomgaard, Niederländer, nachweislich erster 110-jähriger Mensch (* 1788)
- 03. Februar: Heinrich Matthias Sengelmann, deutscher Pastor, Gründer der Alsterdorfer Anstalten (* 1821)
- 06. Februar: Alfred von Sachsen-Coburg und Gotha, Erbprinz und Thronfolger des Doppelherzogtums (* 1874)

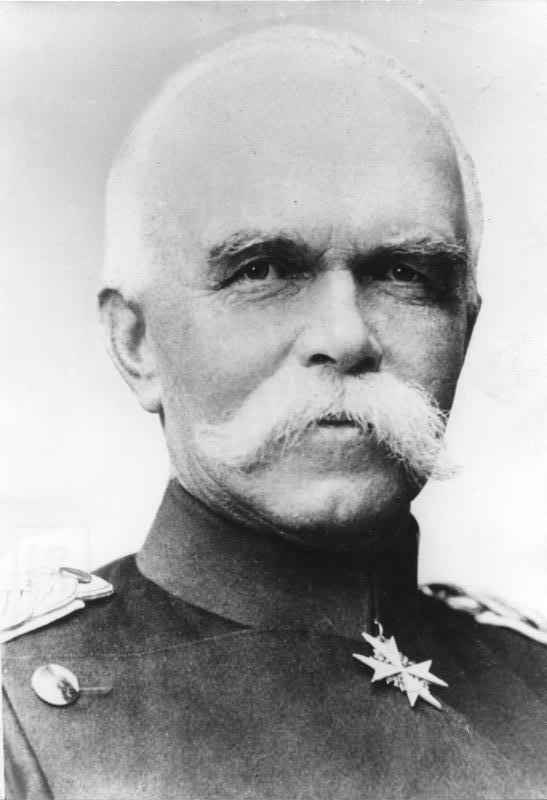
Leo von Caprivi, 1880

- 06. Februar: Leo von Caprivi, deutscher Militär und Staatsmann (* 1831)
- 10. Februar: Archibald Lampman, kanadischer Lyriker (* 1861)
- 16. Februar: Félix Faure, Präsident Frankreichs (* 1841)
- 16. Februar: Noël Gaussail, französischer Geistlicher und römisch-katholischer Bischof von Perpignan-Elne (* 1825)
- 18. Februar: Philipp Galen, deutscher Schriftsteller und Arzt (* 1813)
- 18. Februar: Sophus Lie, norwegischer Mathematiker (* 1842)
- 20. Februar: Heinrich Böckeler, deutscher Priester und Kirchenmusiker (* 1836)
- 24. Februar: Charles Nuitter, französischer Librettist, Übersetzer und Archivar (* 1828)
- 24. Februar: Emil Welti, Schweizer Politiker (* 1825)
- 27. Februar: Sophie Förster, deutsche Opern-, Konzert- und Bühnensängerin (* 1826)
- 28. Februar: Georg Apponyi von Nagy-Apponyi, ungarischer Adeliger und Politiker (* 1808)
- 28. Februar: José María Cabral, dominikanischer Politiker und Präsident der Dominikanischen Republik (* 1816)
- 28. Februar: James Madison Wells, US-amerikanischer Politiker (* 1808)
- 04. März: Gerd Sieben Janssen, deutscher Orgelbauer (* 1802)
- 05. März: Georg Rudolf Koegel, deutscher Germanist (* 1855)
- 07. März: Werner Friedrich Alexander Ulfried von Arnswaldt, deutscher Rittergutsbesitzer, Jurist und Politiker (* 1832)
- 12. März: Julius Vogel, Premierminister von Neuseeland (* 1835)
- 14. März: Ludwig Bamberger, deutscher Bankier und Politiker (* 1823)
- 16. März: Wilhelm Sohn, deutscher Maler der Düsseldorfer Schule (* 1829)
- 18. März: Othniel Charles Marsh, US-amerikanischer Paläontologe (* 1831)
- 19. März: Patrick Walsh, US-amerikanischer Politiker (* 1840)
- 21. März: Aline Valette, französische Feministin (* 1850)
- 24. März: Marie Goegg-Pouchoulin, erste Frauenrechtlerin der Schweiz (* 1826)
- 24. März: Francis Harrison Pierpont, US-amerikanischer Politiker (* 1814)
- 25. März: Thomas Clement Fletcher, US-amerikanischer Politiker (* 1827)

### April bis Juni
- 01. April: Josef Eisenkolb, rumäniendeutscher Komponist (* 1821)
- 03. April: Adolf Guyer-Zeller, Schweizer Unternehmer (* 1839)
- 17. April: Hans Balatka, US-amerikanischer Komponist (* 1825)
- 17. April: Wilhelm Jordan, deutscher Geodät und Mathematiker (* 1842)
- 18. April: Lucia von Gelder, deutsche Malerin (* 1864)
- 20. April: Charles Friedel, französischer Chemiker (* 1832)
- 20. April: Nathaniel Job Hammond, US-amerikanischer Politiker (* 1833)
- 21. April: Leopold Hoesch, deutscher Unternehmer (* 1820)
- 21. April: Heinrich Kiepert, deutscher Geograph und Kartograph (* 1818)
- 21. April: John T. Wait, US-amerikanischer Politiker (* 1811)
- 22. April: Samuel T. Baird, US-amerikanischer Politiker (* 1861)
- 22. April: Jakob Müller, deutscher Orgelbauer (* 1834)
- 22. April: Frederick Smyth, US-amerikanischer Politiker (* 1819)
- 23. April: Josef Anton Glutz, Schweizer Unternehmer und Politiker (* 1844)
- 23. April: Félix María del Monte, dominikanischer Rechtsanwalt, Journalist, Dramatiker und Lyriker (* 1819)
- 24. April: Richard James Oglesby, US-amerikanischer Politiker (* 1824)
- 26. April: Dragotin Kette, slowenischer Schriftsteller (* 1876)
- 000April: Victor Sieg, französischer Organist und Komponist (* 1837)
- 01. Mai: Ludwig Büchner, deutscher Mediziner, Naturwissenschaftler (* 1824)
- 02. Mai: Eduard von Simson, deutscher Jurist und Politiker (* 1810)
- 06. Mai: Philipp Krementz, deutscher Theologe, Kardinal und Erzbischof von Köln (* 1819)

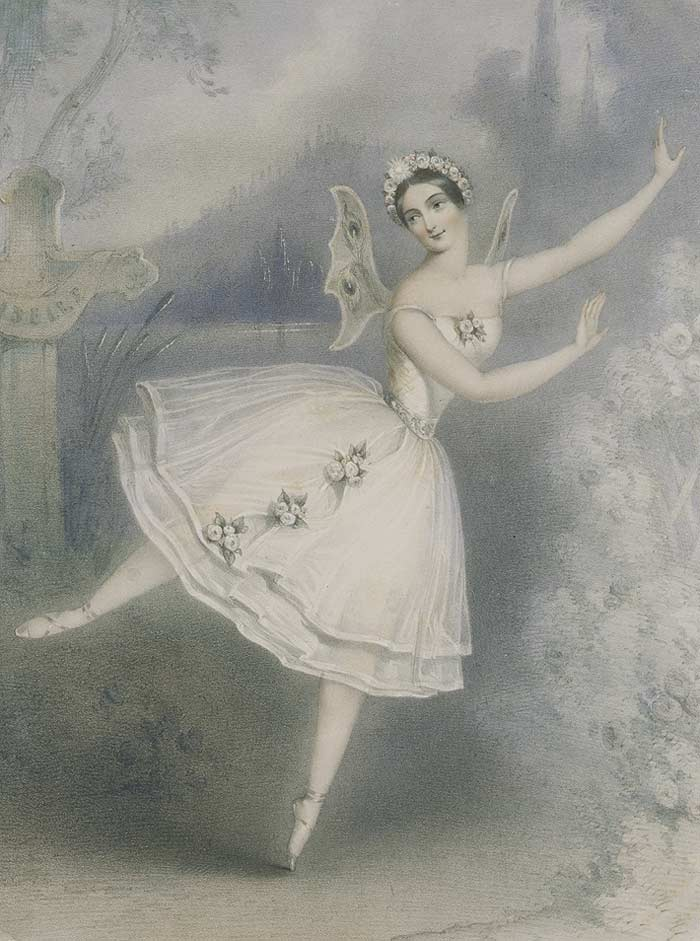
Carlotta Grisi, 1841

- 14. Mai: Lars Fredrik Nilson, schwedischer Chemiker (* 1840)
- 16. Mai: Joseph Probst, deutscher Heimatforscher (* 1852)
- 16. Mai: Wilhelm Schwartz, deutscher Pädagoge und Schriftsteller (* 1821)
- 18. Mai: John F. Potter, US-amerikanischer Rechtsanwalt, Richter und Politiker (* 1817)
- 19. Mai: Charles R. Buckalew, US-amerikanischer Politiker (* 1821)
- 20. Mai: Carlotta Grisi, italienische Ballerina (* 1819)
- 23. Mai: Moïse Vautier, Schweizer Schmied, Unternehmer und Politiker (* 1831)
- 25. Mai: Rosa Bonheur, französische Malerin (* 1822)
- 29. Mai: Frederick W. M. Holliday, US-amerikanischer Politiker (* 1828)
- 31. Mai: Ignaz von Ephrussi, russischer Bankier (* 1829)
- 01. Juni: Klaus Groth, plattdeutscher Dichter und Schriftsteller (* 1819)
- 02. Juni: William Haselden Ellerbe, US-amerikanischer Politiker (* 1862)

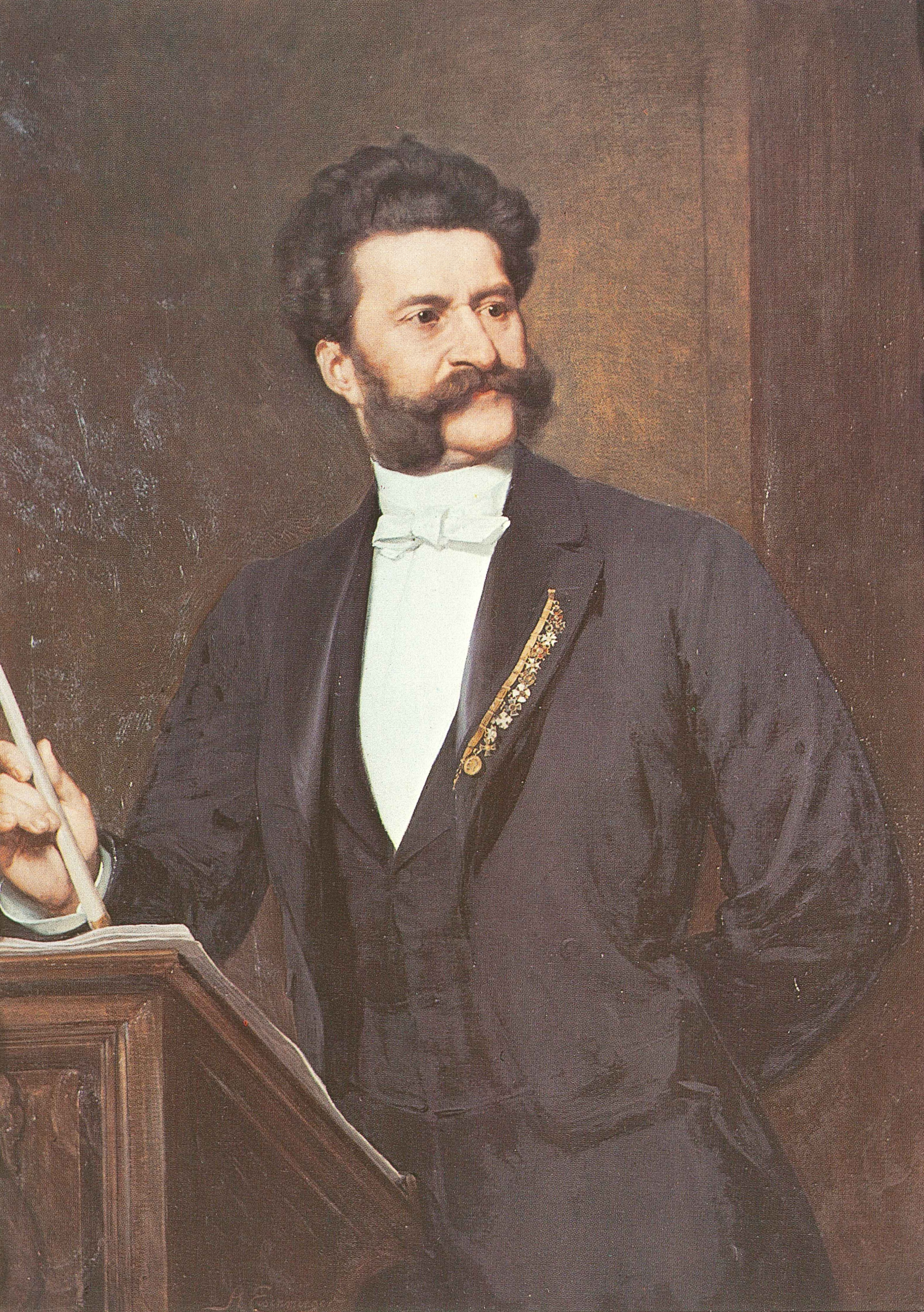
Johann Strauss Sohn, 1888

- 03. Juni: Johann Strauss (Sohn), österreichischer Komponist und „Walzerkönig“ (* 1825)
- 04. Juni: Ida von Fleischl-Marxow, deutsch-österreichische Salonniere (* 1824)
- 06. Juni: Demetrio Camuzzi, Schweizer Architekt und Politiker (* 1858)
- 07. Juni: Heinrich Christian Horn, deutscher Unternehmer (* 1837)
- 09. Juni: Ernst Heinrich Gebhardt, deutscher Liederdichter und Methodistenprediger (* 1832)
- 16. Juni: Benjamin F. Harding, US-amerikanischer Politiker (* 1823)
- 25. Juni: Franziskus von Paula Schönborn, tschechischer römisch-katholischer Geistlicher, Kardinal und Erzbischof von Prag (* 1844)

### Juli bis September
- 09. Juli: Heinrich von Achenbach, deutscher Politiker und Jurist (* 1829)
- 18. Juli: Horatio Alger, US-amerikanischer Autor (* 1832)
- 22. Juli: Siegfried Saloman, dänischer Komponist (* 1816)
- 23. Juli: Valentin von Massow (Kolonialoffizier), deutscher Kolonialoffizier (* 1864)
- 25. Juli: Niklaus Riggenbach, schweizerischer Ingenieur, Erfinder der Zahnradbahn (* 1817)
- 27. Juli: Tassilo von Heydebrand und der Lasa, deutscher Schachmeister (* 1818)
- 28. Juli: Antonio Guzmán Blanco, General und Präsident von Venezuela (* 1829)
- 30. Juli: Oktavio von Boehn, preußischer General der Infanterie (* 1824)
- 30. Juli: Adelheid Christine zu Schaumburg-Lippe, Mitglied des Hauses Schaumburg-Lippe und Herzogin von Schleswig-Holstein-Sonderburg-Glücksburg (* 1821)
- 01. August: Johan Adam Wijnne, niederländischer Historiker (* 1822)
- 02. August: Benno Richard von Arent, preußischer Generalleutnant (* 1823)
- 02. August: Georg Adam Strohecker, deutscher Schauspieler (* 1846)
- 06. August: Johann Matthäus Adä, deutscher Mediziner und Politiker (* 1814)
- 08. August: William Yates Atkinson, US-amerikanischer Politiker (* 1854)
- 11. August: Géraud-Marie Soubrier, französischer Geistlicher und römisch-katholischer Bischof von Oran (* 1826)
- 12. August: Hugo Dihm, preußischer Offizier und Bürgermeister (* 1841)
- 13. August: Gustav von Mevissen, deutscher Politiker und Unternehmer (* 1815)
- 13. August: Carl von Weizsäcker, deutscher Theologe (* 1822)

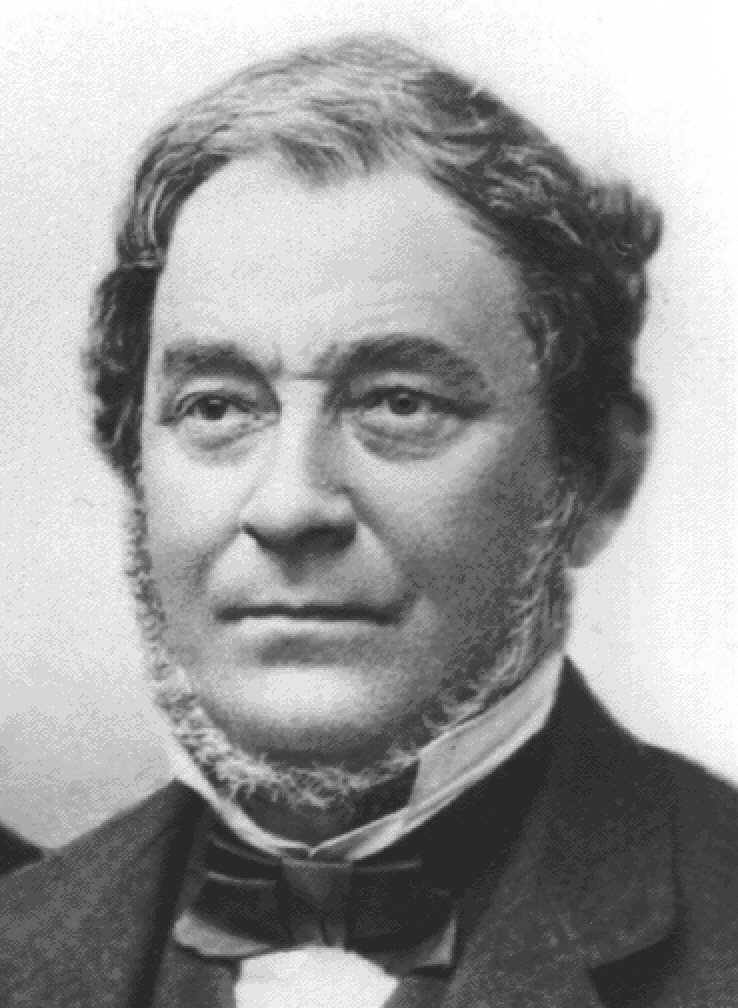
Robert Wilhelm Bunsen

- 16. August: Robert Wilhelm Bunsen, deutscher Chemiker (* 1811)
- 19. August: Oluf Rygh, norwegischer Archäologe und Ortsnamenforscher (* 1833)
- 21. August: Hermann Joseph Schmitz, Weihbischof und Offizial in Köln (* 1841)
- 25. August: Henriette Schrader-Breymann, deutsche Pädagogin (* 1827)
- 29. August: Catharine Parr Traill, britisch-kanadische Botanikerin und Autorin (* 1802)
- 31. August: Samuel Merrill, US-amerikanischer Politiker (* 1822)
- 07. September: Johann Joseph Otto Duvigneau, Magdeburger Kommunalpolitiker und Ehrenbürger (* 1828)
- 08. September: Wilhelm Amberg, deutscher Genremaler (* 1822)
- 09. September: James B. Eustis, US-amerikanischer Politiker (* 1834)
- 12. September: August Schmidt preußischer Soldat und Goldschmied (* 1795)
- 16. September: Amadou dan Ténimoun, Sultan von Zinder
- 21. September: Leopold von Sternberg, österreichischer General der Kavallerie (* 1811)
- 25. September: Eduard Aber, preußischer Verleger und Buchhändler (* 1810)
- 26. September: Ernst Faber, deutscher Sinologe und Missionar (* 1839)
- 28. September: Giovanni Segantini, italienischer Maler des Symbolismus (* 1858)

### Oktober bis Dezember
- 02. Oktober: Percy Sinclar Pilcher, britischer Erfinder und ein Pionier der Luftfahrt (* 1866)
- 05. Oktober: James Harlan, US-amerikanischer Politiker (* 1820)
- 08. Oktober: Julius Mařák, tschechisch-böhmischer Landschaftsmaler zwischen Romantik und Realismus (* 1832)
- 10. Oktober: Albert Böhler, österreichischer Industrieller (* 1845)
- 10. Oktober: Allan James Foley, irischer Opernsänger (Bass) (* 1835)
- 12. Oktober: Oskar Baumann, österreichischer Afrikaforscher, Philosoph, Ethnologe, Geograph und Kartograph (* 1864)
- 13. Oktober: Aristide Cavaillé-Coll, französischer Orgelbauer (* 1811)
- 13. Oktober: Wilhelm Speidel, deutscher Komponist, Pianist und Hochschullehrer (* 1826)
- 15. Oktober: Wilhelm Sick, deutscher Apotheker und Politiker (* 1837)
- 15. Oktober: William Wallace Thayer, US-amerikanischer Politiker (* 1827)
- 20. Oktober: Hilarius von Sexten, österreichischer Kapuziner und Moraltheologe (* 1839)
- 21. Oktober: Romain Bussine, französischer Sänger, Gesangspädagoge und Lyriker (* 1830)
- 26. Oktober: Johann Gotthilf Bärmig, deutscher Orgelbauer (* 1815)
- 27. Oktober: Florence Marryat, englische Schriftstellerin (* 1833)
- 27. Oktober: Franz Ludwig Fleck, elsässischer römisch-katholischer Geistlicher, Bischof des Bistums Metz (* 1824)
- 30. Oktober: Hermann Blumenau, deutscher Apotheker (* 1819)
- 30. Oktober: Alois Schönach, österreichischer Orgelbauer (* 1811)
- 02. November: Paul Leopold Haffner, deutscher Theologe (* 1829)
- 06. November: Abdisho V. Khayat, Patriarch von Babylon der Chaldäer (* 1827)
- 08. November: Alexander Faltin, balten-deutscher Jurist und liberaler Politiker (* 1819)
- 09. November: Luzius Raschein, Schweizer Landwirt, Jurist und Politiker (* 1899)
- 10. November: W. Jasper Blackburn, US-amerikanischer Politiker (* 1820)
- 13. November: Ulrike von Levetzow, deutsches Stiftsfräulein, letzte große (unerwiderte) Liebe von Johann Wolfgang von Goethe (* 1804)
- 14. November: Ferdinand Tiemann, deutscher Chemiker (* 1848)
- 19. November: Felix Victor Birch-Hirschfeld, deutscher Mediziner (* 1842)
- 21. November: Garret Hobart, US-amerikanischer Politiker (* 1844)
- 24. November: Kalif Abdallahi ibn Sayyid Muhammad, Kalif von Omdurman (* 1846)
- 25. November: Aimé Vaschy, französischer mathematischer Physiker (* 1857)
- 27. November: Samuel Hitt Elbert, US-amerikanischer Politiker (* 1833)
- 27. November: Constant Fornerod, Schweizer Politiker (* 1819)
- 27. November: Guido Gezelle, flämischer Dichter (* 1830)
- 27. November: Felipe Gutiérrez y Espinosa, puerto-ricanischer Komponist (* 1825)
- 27. November: Anton Krettner, Komponist und Bürgermeister von Bad Tölz (* 1849)
- 28. November: Albert Steck, Mitgründer der Sozialdemokratischen Partei der Schweiz (* 1843)
- 03. Dezember: Gregor Ata, libanesischer Erzbischof (* 1815)
- 04. Dezember: Leopold Ullstein, deutscher Verleger (* 1826)
- 05. Dezember: August Rauschenbusch, deutscher Theologe (* 1816)
- 07. Dezember: Antoni Kątski, polnischer Komponist und Pianist (* 1817)
- 07. Dezember: Charles Brooks Smith, US-amerikanischer Politiker (* 1844)
- 11. Dezember: Philipp Paulitschke, österreichischer Geograph und Afrikaforscher (* 1854)
- 15. Dezember: Numa Droz, Schweizer Politiker (* 1844)
- 15. Dezember: George W. Shell, US-amerikanischer Politiker (* 1831)
- 16. Dezember: Carl Wilhelm Samuel Aurivillius, schwedischer Zoologe (* 1854)
- 17. Dezember: Urs Viktor Heutschi, Schweizer Bankier und Politiker (* 1843)
- 21. Dezember: Charles Lamoureux, französischer Dirigent (* 1834)
- 22. Dezember: Pascual Ortega Portales, chilenischer Maler (* 1839)
- 28. Dezember: Dominique Ducharme, kanadischer Pianist, Organist und Musikpädagoge (* 1840)
- 28. Dezember: Karl Friedrich Rammelsberg, deutscher Chemiker (* 1813)
- 29. Dezember: Peter Conradin Romedi, Schweizer Jurist, Unternehmer und Politiker (* 1817)
- 30. Dezember: Kristian Arentzen, dänischer Dichter und Literaturhistoriker (* 1823)
- 30. Dezember: James Paget, englischer Chirurg und Pathologe (* 1814)
- 31. Dezember: Karl Millöcker, österreichischer Operettenkomponist (* 1842)

### Genaues Todesdatum unbekannt
- Eduard Bruna, tschechischer Philosoph und Professor (* 1822)
- Jamgön Kongtrül Lodrö Thaye: tibetischer Meister der Kagyü-Tradition des tibetischen Buddhismus (Vajrayana) (* 1813)